# Liste der Straßen und Plätze in Berlin-Karlshorst

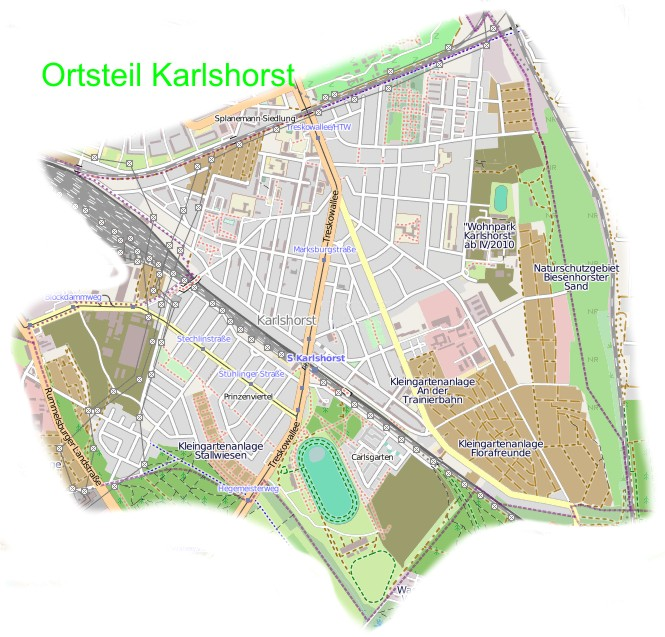
Übersichtskarte von Berlin-Karlshorst
(aus: OpenStreetMap)

Die Liste der Straßen und Plätze in Berlin-Karlshorst beschreibt das System der vorhandenen, auch einiger früherer Straßen, Plätze und Kleingartenanlagen im heutigen Ortsteil Karlshorst des Bezirks Lichtenberg. Gleichzeitig ist diese Zusammenstellung eine der Listen aller Berliner Straßen und Plätze.

## Überblick
Am 25. Mai 1895 unterzeichnete Wilhelm von Waldow, der Landrat des Landkreises Niederbarnim, den „Colonie-Consens“ der künftigen Villen- und Landhaussiedlung Carlshorst. Dieser Tag gilt als Gründungstag von Karlshorst. Zunächst entstand das Prinzenviertel (benannt nach den Söhnen Kaiser Wilhelms II.) südlich der Niederschlesisch-Märkischen Eisenbahn nach Plänen des Baumeisters Oscar Gregorovius, nach 1900 wurde dann das Gebiet nördlich der Bahnlinie bebaut.
Im Berliner Adressbuch wird Karlshorst mit seinen Straßen erstmals 1897 aufgeführt.
Da die ersten Straßen des heutigen Ortsteils größtenteils am Reißbrett entstanden, erfolgte eine relativ regelmäßige Aufteilung der Bauflächen. Im Jahr 1910 wurden zeitgleich 22 Straßen neu benannt. Zwischen 1930 und 1940 erfolgten Siedlungserweiterungen mit entsprechend zahlreichen neuen Straßen. Deren Namen ehren häufig Kommunalpolitiker.
Nach historischen griechischen und römischen Persönlichkeiten benannte Straßen und Plätze, ab den 1910er Jahren vor allem für ein Verkehrswegesystem westlich der Treskowallee in deren Nordbereich vergeben, wurden bis auf Aristotelessteig, Caesarstraße und Sokratesweg nicht angelegt. In der unteren Tabelle sind auch 22 Straßen genannt, deren Anlage und Benennung um 1915 unter dem Eindruck des Zweiten Burenkriegs in der damaligen Kolonie Deutsch-Südwestafrika geplant worden sind (nach Orten, Landschaften und Personen). Sie waren lange Jahre im Straßenverzeichnis als „unbebaut“ enthalten und verschwanden fast alle zwischen 1929 und 1930 aus den Adressbüchern. Dewetallee, Frankestraße, Ohm-Krüger-Straße, Warmbader Straße und Waterbergstraße wurden zu DDR-Zeiten umbenannt.
Nach der politischen Wende, als 1994 die Sowjetarmee die DDR verließ, wurden in Karlshorst Gebäude und Teilflächen im Umfeld der ehemaligen Heerespionierschule der Wehrmacht frei, wo bis dahin die Befehlszentrale des KGB untergebracht war. Seit 2010 entstand dort schrittweise ein neues Wohnquartier, die Gartenstadt Karlshorst. Die bisher 18 neuen Straßen erhielten Namen von Orten im bayerischen Landkreis Regen und von Bergen im Bayerischen Wald.
Der Ortsteil besteht aus mehreren Wohngebieten, so dem Heimatviertel im Nordwesten, dem Rheinischen Viertel und der Gartenstadt Karlshorst im Nordosten, dem Prinzenviertel, der Parkstadt Karlshorst und der Waldsiedlung Wuhlheide im Südwesten sowie dem Wohngebiet Carlsgarten im Südosten.
Karlshorst hat 31.890 Einwohner (Stand: 31. Dezember 2024). Fast alle Straßen in Karlshorst haben die Postleitzahl 10318, lediglich die Grundstücke 2 bis 32 des Blockdammwegs (gerade Nummern) sind der Postleitzahl 10317 zugeordnet.

## Übersicht der Straßen und Plätze
Die nachfolgende Tabelle gibt eine Übersicht über die vorhandenen Straßen und Plätze im Ortsteil sowie einige dazugehörige Informationen.
- Name/Lage: aktuelle Bezeichnung der Straße oder des Platzes. Über den Link Lage kann die Straße oder der Platz auf verschiedenen Kartendiensten angezeigt werden. Die Geoposition gibt die Lage der ungefähren Mitte der Straßenlänge an.
- Im amtlichen Straßenverzeichnis nicht aufgeführte Verkehrswege sind mit * gekennzeichnet.
- Ehemalige oder nicht mehr gültige Straßennamen sind kursiv gesetzt. Für bedeutende ehemalige Straßen oder historische Straßennamen ist gegebenenfalls eine gesonderte Liste vorhanden.
- Länge/Maße in Metern:
Die in der Übersicht enthaltenen Längenangaben sind  gerundete Übersichtswerte, die in Google Earth mit dem dortigen Maßstab ermittelt wurden. Sie dienen Vergleichszwecken und werden, sofern amtliche Werte bekannt sind, ausgetauscht und gesondert gekennzeichnet.
Bei Plätzen sind die Maße in der Form a × b für rechteckige Anlagen und für (ungefähr) dreieckige Anlagen als a × b × c mit a als längster Seite angegeben.
Sofern die Straße auch in benachbarte Ortsteile weiterführt, gibt der Zusatz ‚im Ortsteil‘ an, wie lang der Straßenabschnitt innerhalb des Ortsteils dieses Artikels ist.
- Namensherkunft: Ursprung oder Bezug des Namens.
- Anmerkungen: weitere Informationen über anliegende Baudenkmale oder Institutionen, die Geschichte der Straße und historische Bezeichnungen.
- Bild: Foto der Straße oder eines anliegenden Objektes.

| Name/Lage                             | Länge/Maße (in Metern)         | Namensherkunft | Datum der Benennung    | Anmerkungen | Bild |
| ------------------------------------- | ------------------------------ | --- | ---------------------- | --- | --- |
| Adolf-Wermuth-Allee (Lage)            | 0435                           | Adolf Wermuth (1855–1927), Oberbürgermeister von Berlin 1912–1920                                                                                            | 1. Jan. 2021           | Die Straße im Wohngebiet Parkstadt Karlshorst verbindet die Georg-Klingenberg-Straße mit dem Hönower Wiesenweg. Im Oktober 2022 waren die meisten Wohnbauten auf beiden Seiten der Allee fertiggestellt oder befanden sich im Bau. Die Trasse für die Straße diente noch den Baufahrzeugen und war unbefestigt. | |
| Agavensteig (Lage)                    | 0810                           | Agave, Dickfleischgewächs | um 1952                | Der Agavensteig befindet sich in den Kleingartenanlagen Florafreunde und An der Trainierbahn. Er beginnt im Südosten an der Verlängerten Waldowallee und endet, nachdem er sich in Höhe der Kiefernallee gegabelt hat, an der Hochwaldstraße bzw. an der Köpenicker Allee. | Agavensteig, Ecke Verlängerte Waldowallee |
| Alfred-Siggel-Weg (Lage)              | 0340                           | Alfred Siggel (1884–1959), Orientalist, Historiker und Bürgermeister von Lichtenberg 1926–1933                                                               | 23. März 2012          | Die Straße liegt im Wohngebiet Carlsgarten. Sie verbindet im abgeknickten Bogen (erst West-Ost-Richtung, dann südwärts) die Maria-Matray-Straße mit der Georg-Stern-Straße. | Alfred-Siggel-Weg |
| Am alten Flugplatz (Lage)             | 0500                           | Lagebeschreibung | 28. Aug. 2017          | Die Erschließungsstraße liegt nördlich der KGA ,Rheinstein’ und führt von der Köpenicker Allee östlich bis zum Biesenhorster Sand. Sie trug bis 2017 den inoffiziellen Namen „Straße am Heizhaus“ Sechs Flugzeughallen der ehemaligen Fliegerstation Berlin-Friedrichsfelde nördlich und südlich der Straße stehen unter Denkmalschutz. | Am alten Flugplatz, Ecke Köpenicker Allee |
| Am Birkenrevier (Lage)                | 0130                           | Name des Flurstücks, auf dem die heutige Trabrennbahn Karlshorst angelegt wurde                                                                              | 22. Dez. 2006          | Die Straße liegt im Wohngebiet Carlsgarten. Sie verbindet in Kurven die Johanna-Hofer-Straße nach Osten mit der Fritz-Kortner-Straße. | |
| Am Carlsgarten (Lage)                 | 0900                           | Carl von Treskow (1787–1846), Gründer des Vorwerks Carlshorst                                                                                                | 7. März 2006           | Die Straße verbindet die Treskowallee mit dem Wohngebiet Carlsgarten entlang der Bahnstrecke Berlin–Frankfurt (Oder) bis zur Maria-Matray-Straße. | |
| Am Graben (Lage)                      | 0160                           | früher vorhandener Wasserlauf | um 1957                | Der Verkehrsweg liegt an der Ostgrenze der KGA ‚Gartenfreunde Wuhlheide‘ und verlängert den Feldweg nach Südosten zum Kiesweg. | Am Graben, Ecke Kiesweg |
| Am Rheinischen Viertel (Lage)         | 0410                           | Straßensystem, das Namen von Städten und Burgen entlang des Rheins trägt                                                                                     | 23. Aug. 2004          | Die Straße wurde bei der Vergrößerung des Wohnviertels angelegt. Sie verläuft in West-Ost-Richtung abgehend von der Waldowallee. | Am Rheinischen Viertel, Ecke Waldowallee |
| Am Sandberg (Lage)                    | 0270                           | Sandhügel | um 1957                | Die Straße liegt im Nordbereich der KGA ‚Gartenfreunde Wuhlheide-Lichtenberg‘. Sie verläuft vom Feldweg aus nördlich in Richtung Wiesengrundstraße. | Am Sandberg, Ecke Feldweg |
| Am Walde (Lage)                       | 0240                           | Waldsiedlung Wuhlheide | um 1920                | Sie soll anfänglich auch Straße am Walde genannt worden sein; nur vier Häuser stehen hier. Die Straße verläuft zwischen Rummelsburger Landstraße und Oskarstraße und bildet einen Teil der Südgrenze von Karlshorst zu Oberschöneweide. | Am Walde, Ecke Oskarstraße |
| Am Weihenhorst (Lage)                 | 0060                           | Weihe, Greifvogel und ,Horst’ für Nest des Raubvogels | 11. März 1937          | Sie ist eine kurze Stichstraße in der Waldsiedlung Wuhlheide, nördlich am Hegemeisterweg. Bei der Anlage der Siedlung hieß sie Platz U. | Am Weihenhorst, Richtung Nordosten, vom Hegemeisterweg aus gesehen                                                                             |
| An der Eiche (*) (Lage)               | 0040                           | Eiche, Laubbaum | um 1951                | Sie ist eine Stichstraße mit nur fünf Hausnummern, westlich der Birkenallee in der KGA Florafreunde. | An der Eiche, von der Birkenallee aus gesehen                                                                                                  |
| An der Karlshorster Heide (Lage)      | 0200                           | Carlshorster Heide, Bezeichnung des gesamten Gebietes vor seiner Bebauung                                                                                    | 22. Dez. 2006          | Die Straße im nach 2005 gebauten Wohngebiet Carlsgarten bildet einen südlichen Bogen an der Lisbeth-Stern-Straße und umschließt die Rohrlake. | |
| Andernacher Straße (Lage)             | 0200                           | Andernach, Stadt in Rheinland-Pfalz | 1910                   | Sie verbindet die Stolzenfelsstraße im Südwesten mit der Waldowallee im Nordosten. Mehrere Häuser stehen unter Denkmalschutz. | |
| An der Waldsiedlung (Lage)            | 0110                           | Waldsiedlung Lichtenberg, denkmalgeschützte Reihenhaussiedlung in der Nachbarschaft                                                                          | 1. Jan. 2021           | Die Straße im Wohngebiet Parkstadt Karlshorst soll die Ruth-Baumgarte-Straße mit dem Hönower Wiesenweg verbinden. Sie befindet sich im Oktober 2022 noch im Bau. | |
| Anemonensteig (*) (Lage)              | 0270                           | Anemone, Frühjahrsblume | um 1951                | Die Privatstraße in der KGA Florafreunde nördlich der Verlängerten Waldowallee verbindet diese nach Osten über vier Querstraßen hinweg mit der Birkenallee. | Anemonensteig, Ecke Verlängerte Waldowallee |
| Arberstraße (Lage)                    | 0920                           | Großer Arber, Kleiner Arber, Name zweier Berge im Bayerischen Wald                                                                                           | 8. März 1935           | Der erste Name war Straße 89. Der Verkehrsweg verläuft rechtwinklig abknickend zwischen Grafenauer Weg und Köpenicker Allee. | Arberstraße, Ecke Rheinpfalzallee |
| Arnbrucker Straße                     |                                | Arnbruck, Gemeinde in Bayern, Landkreis Regen | 8. Juli 2017           | Die Straße liegt im Wohngebiet Gartenstadt Karlshorst II. | |
| Aristotelessteig (Lage)               | 0280                           | Aristoteles, griechischer Philosoph (4. Jh.) | um 1912                | Die Straße wurde um 1912 aus den vorherigen Straße 117 und Straße 118 zusammengelegt und zunächst Aristotelespromenade genannt. Sie beginnt im Norden am Römerweg, knickt nach Osten ab und endet als Sackgasse hinter der Cäsarstraße. | Aristotelessteig, Richtung Cäsarstraße |
| Beerfelder Straße (Lage)              | 0330                           | Beerfelde, Ortsteil von Steinhöfel in Brandenburg | um 1930                | Die Stichstraße führt von der Robert-Siewert-Straße nordwärts. | Beerfelder Straße, Ecke Robert-Siewert-Straße                                                                                                  |
| Biesenhorster Weg (Lage)              | 1800                           | Biesenhorst, Gartenkolonie auf dem Areal | nach 1951              | Die Nord-Süd-Straße zwischen den KGA Biesenhorst II und Rheinstein endet südlich am Platz an der Eiche. | Biesenhorster Weg, Ecke Platz an der Eiche |
| Binnendüne (Lage)                     | 0150                           | Binnendüne, eine frühere Sanddüne auf dem Gelände | 11. Sep. 2006          | Die Straße im nach 2005 gebauten Wohngebiet Carlsgarten wurde auf einem Teil der Trabrennbahn Karlshorst angelegt. Sie verbindet die Straße Krähenwinkel mit der Johanna-Hofer-Straße. | |
| Birkenallee (Lage)                    | 0500                           | Birke, anspruchsloser Baum sandiger Böden; soll hier als erster angepflanzt worden sein                                                                      | um 1952                | Sie war von 1944 bis 1952 eine namenlose Straße in der KGA Florafreunde. | Birkenallee, Ecke Verlängerte Waldowallee |
| Birkenknick (Lage)                    | 0380                           | Birkenknick alter Name des Flurstücks | um 1952                | Die Straße liegt in der KGA Florafreunde nördlich der Verlängerten Waldowallee. | Birkenknick, Ecke Kiefernallee |
| Bischofsmaiser Straße                 |                                | Bischofsmais, Gemeinde in Bayern, Landkreis Regen | 8. Juli 2017           | Die Straße liegt im Wohngebiet Gartenstadt Karlshorst II. Sie zweigt in südlicher Richtung von der Straße Am alten Flugplatz ab und setzt sich nach Osten als Ruhmannsfeldener Straße fort. | |
| Blaurackenweg (Lage)                  | 0220                           | Blauracke, Vogel | 21. Feb. 1940          | Der Weg ist beidseitig an den Gleyeweg angeschlossen und verläuft abgeknickt in der ab 1915 errichteten Waldsiedlung Wuhlheide. Die ersten Namen waren bis 1940 Straße 121 und Straße 134, | Blaurackenweg, Ecke Gleyeweg Richtung Osten |
| Blockdammweg (Lage)                   | 0300 (im Ortsteil)             | Damm, auf einem früheren Wall entlang des Spreeufers angelegter Verkehrsweg                                                                                  | 1878                   | Der Blockdammweg verläuft zwischen der Köpenicker Chaussee im Westen und der Trasse der Niederschlesisch-Märkischen Eisenbahn (S-Bahn-Linie 3) an der Blockdammbrücke im Osten. Der ursprüngliche Blockdammweg, im Volksmund Blockdamm oder auch Schafdamm genannt, war ein Weg von der Blockdammbrücke quer über die Trautenauer Straße zur Liepnitzstraße, um im Bereich Oskarstraße und Am Walde in die Köpenicker Chaussee zu münden. Die Trasse wurde beim Neubau des Güterbahnhofs Rummelsburg um 1878 als kürzere Verbindung zur Köpenicker Chaussee durch die Hönower Wiesen verlegt. Die ersten Namen waren für den Teil zwischen Köpenicker Chaussee und Hönower Wiesenweg Am Block (1897), zwischen Hönower Wiesenweg und Ehrlichstraße (damals Auguste-Viktoria-Straße) und für den nordöstlichen Teil bis zur Bahntrasse Blockdamm. Die gerade nummerierten Grundstücke auf der Südseite gehören zum Ortsteil, dazu der Fahrdamm zwischen dem Hönower Wiesenweg und der Blockdammbrücke. Der Fahrdamm zwischen Köpenicker Chaussee und Hönower Wiesenweg und die ungerade nummerierten Grundstücke auf der Nordseite liegen im Ortsteil Rummelsburg. Südlich des Blockdammwegs wurde seit 2020 das Wohngebiet Parkstadt Karlshorst errichtet. Am Blockdammweg 60 wurde 2024 die Seepark-Grundschule eröffnet. An der Kreuzung mit der Köpenicker Chaussee soll auf dem Gelände einer ehemaligen Tankstelle ein Hochhaus mit rund 50 Metern Höhe entstehen und als städtebauliches Eingangstor zu Karlshorst fungieren. | Seepark-Grundschule |
| Bodenmaiser Weg (Lage)                | 0230                           | Bodenmais, Gemeinde in Bayern, Landkreis Regen | 8. März 1935           | Der erste Name war Straße 95. Der Weg verläuft in West-Ost-Richtung zwischen Arberstraße und Zwieseler Straße. | Bodenmaiser Weg, Ecke Arberstraße |
| Bopparder Straße (Lage)               | 0080                           | Boppard, Stadt in Rheinland-Pfalz | 1910                   | Der erste Name war Straße 14. Sie umfasst nur vier Hausnummern und verläuft zwischen Treskowallee und Weseler Straße. An ihrem östlichen Ende steht die Kirche Zur frohen Botschaft. | Bopparder Straße, Ecke Treskowallee |
| Brascheweg (Lage)                     | 0120                           | Brasche, Jägermeister und Karlshorster Original aus dem 19. Jahrhundert                                                                                      | 21. Feb. 1940          | Vor der offiziellen Namensvergabe war der Brascheweg eine namenlose Verbindungsstraße zwischen Treskowallee und Warmbader Straße (jetzt Robert-Siewert-Straße). | Brascheweg, Ecke Robert-Siewert-Straße |
| Brehmstraße (Lage)                    | 0500                           | Alfred Brehm (1829–1884), Naturforscher | 26. Juni 1964          | Die Straße wurde im Wohnviertel zwischen Robert-Siewert-Straße und der heutigen Trasse der U-Bahn-Linie U 5 zunächst als Straße 100 angelegt. Sie verläuft abgeknickt zwischen Robert-Siewert- und Zwieseler Straße. | Brehmstraße, Ecke Kötztinger Straße |
| Brekowweg (Lage)                      | 0080                           | Oskar Brekow (19./20. Jh.), Kommunalpolitiker aus Karlshorst                                                                                                 | 9. Juni 1933           | Zuerst als Straße 93 bezeichnet, ist der Weg eine nördlich vom Gregoroviusweg abgehende Sackgasse. | Brekowweg, Ecke Gregoroviusweg |
| Cäsarstraße (Lage)                    | 0330                           | Cäsar (1. Jh. v. Chr.), römischer Kaiser | um 1914                | Sie verläuft zwischen Römerweg und Hönower Straße. und setzt sich im Süden als Hentigstraße fort | Cäsarstraße, Richtung Römerweg |
| Digedagsplatz (Lage)                  | 100 × 100 × 60 m (Dreieckform) | Digedags, Comicfiguren des Zeichners Hannes Hegen, der in der Nähe (Waldowallee 15) wohnte                                                                   | 8. Sep. 2021           | Der Platz liegt an der Einmündung der Köpenicker Allee in die Waldowallee und war zuvor viele Jahre namenlos. | Einmündung der Köpenicker Straße in die Waldowallee                                                                                            |
| Dönhoffstraße (Lage)                  | 0760                           | August von Dönhoff (1845–1920), preußischer Politiker | 1898                   | Die Straße verläuft zwischen Treskowallee (südöstlich) und Sangeallee (nordwestlich) und setzt sich als Wallensteinstraße fort. Drei Baudenkmale befinden sich hier: das Gebäude einer historischen Apotheke (Nr. 2), das Portland-Cement-Haus (Nr. 38) und das Gebäude der Freiwilligen Feuerwehr (Nr. 31). Im Haus Nummer 11 wohnte zwischen 1905 und 1914 die Schriftstellerin Hedwig Courths-Mahler, worauf eine Gedenktafel verweist. | Portland-Cement-Haus · Apotheke Dönhoffstraße                                                                                                  |
| Dorotheastraße (Lage)                 | 0610                           | Dorothea von Talleyrand-Périgord (1862–1948), Ehefrau von Karl Egon IV. zu Fürstenberg, Mitbegründer von Karlshorst                                          | 1898                   | Die Straße beginnt an der Treskowallee im Osten, knickt an der Junker-Jörg-Straße ab und endet an der Sangeallee im Nordwesten. | Dorotheastraße, Ecke Karl-Egon-Straße Richtung Junker-Jörg-Straße                                                                              |
| Drachenfelsstraße (Lage)              | 0260                           | Drachenfels, Felsformation mit Burgruine am Rhein in Nordrhein-Westfalen                                                                                     | 1910                   | Der erste Name war Straße 10. Sie verläuft von Nordwest nach Süd von der Weseler Straße bis zur Ingelheimer Straße. | Drachenfelsstraße, Ecke Weseler Straße |
| Drosselstieg (Lage)                   | 0160                           | Drossel, heimischer Singvogel | 1920                   | Die Straße liegt in der ab 1915 errichteten Waldsiedlung Wuhlheide zwischen Hegemeisterweg und Gleyeweg. Die Gebäude Hausnummern 1–39 stehen unter Denkmalschutz. | Drosselstieg, Ecke Gleyeweg |
| Eginhardstraße (Lage)                 | 0340                           | Egino von Urach, Vorfahr des Mitbegründers von Karlshorst, Karl Egon IV. zu Fürstenberg                                                                      | um 1897                | Die Straße im Prinzenviertel westlich des S-Bahnhofs Karlshorst verläuft zwischen Ehrlichstraße und Lehndorffstraße. Die erste Schreibweise lautete „Eginhardtstraße“, sie wurde bis 1929 verwendet. Die gesamte später bebaute Fläche dieser Straße befand sich laut den Angaben im Adressbuch um 1897 im Eigentum von Oscar Gregorovius. | Eginhardstraße, Richtung Ehrlichstraße |
| Ehrenfelsstraße (Lage)                | 0880                           | Ehrenfels, Burgruine am Rhein in Hessen | 1910                   | Der erste Name war Straße 2. Sie verbindet die Treskowallee mit der Waldowallee. Am Beginn der Straße steht das denkmalgeschützte Theater Karlshorst. An der Ecke Andernacher Straße befindet sich eine denkmalgeschützte Wohnanlage aus den 1920er Jahren. (Bild) | Ehrenfelsstraße |
| Ehrlichstraße (Lage)                  | 1080                           | Paul Ehrlich (1854–1915), Mediziner und Nobelpreisträger | 10. Mai 1951           | Die Straße im Prinzenviertel westlich des S-Bahnhofs Karlshorst verbindet die Treskowallee mit dem Blockdammweg. In ganzer Länge wird sie von der Straßenbahnlinie 21 befahren, Vor dem Haus Nr. 12 befindet sich eine Gedenktafel für Oscar Gregorovius, den Gründer der Kolonie Carlshorst. Bei der Erstanlage 1897 erhielt die Straße den Namen Auguste-Viktoria-Straße. | Ehrlichstraße |
| Eibenallee (Lage)                     | 0540                           | Eibe, Nadelbaum | 28. Sep. 1959          | Die Straße in der KGA Florafreunde nördlich der Verlängerten Waldowallee wurde zuerst Kochallee genannt. Sie verbindet die Wiesengrundstraße mit der Birkenallee. | Eibenallee, Ecke Wiesengrundstraße |
| Eisensteiner Straße (Lage)            | 0210                           | Bayerisch Eisenstein, Gemeinde in Bayern, Landkreis Regen | 12. Okt. 2014          | Die Straße liegt im Wohngebiet Gartenstadt Karlshorst, das auf dem Gelände der ehemaligen Festungspionierschule in den 2010er Jahren gebaut wurde. Sie verläuft zwischen Viechtacher Straße (Nord) und Regener Straße (Süd). | |
| Franz-Stimming-Weg (Lage)             | 0250                           | Franz Stimming (1884–1952), Kommunalpolitiker, von Mai bis Juni 1945 Bürgermeister in Berlin-Lichtenberg                                                     | 16. Apr. 2010          | Die Straße befindet sich im nach 2005 gebauten Wohngebiet Carlsgarten. Sie verläuft U-förmig nordwestlich der Frieda-Rosenthal-Straße. | Franz-Stimming-Weg, Westecke Frieda-Rosenthal-Straße Richtung Nordwesten                                                                       |
| Frauenauer Straße (Lage)              |                                | Frauenau, Gemeinde in Bayern, Landkreis Regen | 12. Okt. 2014          | Die Straße erschließt das Wohngebiet Gartenstadt Karlshorst, das auf dem Gelände der ehemaligen Festungspionierschule zu Beginn in den 2010er Jahren gebaut wurde. | Frauenauer Straße in Berlin-Karlshorst |
| Frieda-Rosenthal-Straße (Lage)        | 0200                           | Frieda Rosenthal (1891–1936), Kommunalpolitikerin und Widerstandskämpferin                                                                                   | 16. Apr. 2010          | Die Straße im Wohngebiet Carlsgarten verbindet die Georg-Stern-Straße nach Südwesten mit dem Franz-Stimming-Weg. Sie geht U-förmig von der Georg-Stern-Stern-Straße ab. | Frieda-Rosenthal-Straße, Ecke Georg-Stern-Straße                                                                                               |
| Friedrichsteiner Straße (Lage)        | 0210                           | Friedrichstein, Dorf und Schloss im ehemaligen Ostpreußen, seit 1945 Kamenka in Russland                                                                     | um 1910                | Die Nord-Süd-Straße verbindet die Dorothea- mit der Dönhoffstraße. | Friedrichsteiner Straße, Richtung Dönhoffstraße                                                                                                |
| Fritz-Kortner-Straße (Lage)           | 0160                           | Fritz Kortner (1892–1970), österreichischer Schauspieler, Schwiegersohn des Ingenieurs Georg Stern                                                           | 3. Juli 2006           | Die Straße liegt in dem nach 2005 gebauten Wohngebiet und verbindet Am Carlsgarten (Nordost) mit der Georg-Stern-Straße (Südwest). | Fritz-Kortner-Straße, Ecke Lisbeth-Stern-Straße                                                                                                |
| Fritz-Thurm-Weg (Lage)                | 0340                           | Fritz Thurm (1883–1937), Stadtverordneter und Stadtrat in Lichtenberg                                                                                        | 23. März 2012          | Die Straße befindet sich im nach 2005 gebauten Wohngebiet Carlsgarten. Sie verläuft im abgeknickten Bogen nordwestlich an der Frieda-Rosenthal-Straße. | Fritz-Thurm-Weg |
| Fuchsbau (Lage)                       | 0140                           | Wohnhöhle des Fuchses | um 1921                | Die Straße liegt in der ab 1915 errichteten Waldsiedlung Wuhlheide zwischen Gleyeweg und Am Walde. Die Häuser mit den Nummern 1–20 stehen unter Denkmalschutz. | Fuchsbau, Ecke Gleyeweg |
| Gasag (*) (Lage)                      | 0540                           | Gasag, Berliner Gasversorgungsunternehmen, das im früheren Bezirk Lichtenberg ein Werk und Wohnhäuser für ihre Angestellten errichten ließ                   | um 1990                | Die Erschließungsstraße in der KGA An der Trainierbahn nordöstlich der Waldowallee wurde bisher nicht offiziell benannt. | Gasag, nördliche Gabelung |
| Georg-Klingenberg-Straße (Lage)       | 0335                           | Georg Klingenberg (1870–1925), Elektrotechniker und Ingenieur                                                                                                | 1. Jan. 2021           | Die Straße im Wohngebiet Parkstadt Karlshorst verbindet den Hönower Wiesenweg mit der Trautenauer Straße. Ein Teilabschnitt ist mit einem Wohntrakt fertiggestellt, ein Abschnitt befindet sich noch im Bau (Stand Oktober 2022). | |
| Georg-Stern-Straße (Lage)             | 0170                           | Georg Stern (1867–1934), Ingenieur | 3. Juli 2006           | Die Straße im Wohngebiet Carlsgarten verläuft vom Südende der Fritz-Kortner-Straße südöstlich zum Südende der Maria-Matrey-Straße. | Georg-Stern-Straße, Ecke Fritz-Kortner-Straße                                                                                                  |
| Gleyeweg (Lage)                       | 0410                           | Rudolf Gleye (1880–1926), Ingenieur und Architekt, Stadtbaurat in Berlin-Lichtenberg                                                                         | 9. Sep. 1931           | Der Weg liegt in der ab 1915 errichteten Waldsiedlung Wuhlheide. Zuerst hießen die Teile Haselhorstweg und Amselweg, im Jahr 1937 wurde der Rehsprung in den Gleyeweg einbezogen. Er verläuft zwischen Hegemeisterweg und Oskarstraße. Die 1931 vorgenommene Benennung erinnert daran, dass Gleye für die Waldsiedlung die Infrastruktur plante und bis zu seinem Tod die Arbeiten leitete. Die Gebäude Hausnummern 3–13, 17, 21, 23 und 76 stehen unter Denkmalschutz. | Gleyeweg, Ecke Hegemeisterweg |
| Godesberger Straße (Lage)             | 0180                           | Bad Godesberg , Stadtbezirk von Bonn in Nordrhein-Westfalen                                                                                                  | 1910                   | Der erste Name war Straße 3. Sie verläuft zwischen Treskowallee und Königswinterstraße. | Godesberger Straße, Ecke Königswinterstraße |
| Grafenauer Weg (Lage)                 | 0620                           | Grafenau, Stadt in Bayern | 8. März 1935           | Der erste Name war Straße 96. Der Weg verläuft in Nord-Süd-Richtung zwischen Arberstraße und Bodenmaiser Weg und kreuzt dabei die Rheinpfalzallee. | Grafenauer Weg, Ecke Rheinpfalzallee |
| Gregoroviusweg (Lage)                 | 0290                           | Oscar Gregorovius (1845–1913), Baumeister aus Karlshorst und Kommunalpolitiker                                                                               | 9. Juni 1933           | Der erste Name war Straße 43a. Der Weg verläuft zwischen Treskowallee (West) und Horterweg (Ost). | Gregoroviusweg, Richtung Horterweg |
| Grimnitzstraße (Lage)                 | 0240                           | Grimnitzsee, Gewässer in Brandenburg | 12. Apr. 1951          | Die Straße im Prinzenviertel westlich des S-Bahnhofs Karlshorst verbindet die Wandlitzstraße mit der Ehrlichstraße. Das Haus Nr. 18 steht unter Denkmalschutz. Ihr erster Name war Prinz-Joachim-Straße. | Grimnitzstraße, Ecke Wandlitzstraße |
| Gundelfinger Straße (Lage)            | 0720                           | Gundelfingen, Ortsteil der Gemeinde Münsingen in Baden-Württemberg                                                                                           | 1899                   | Bei der ersten Benennung schrieb man den Verkehrsweg Gundelfingener Straße. Das wurde ab 1930 auf Gundelfinger Straße verkürzt. Sie verläuft zwischen Hönower Straße im Norden und Dönhoffstraße im Süden. In der Straße befinden sich die Kirche St. Marien und das katholische Gemeindehaus (Bild), Wirkungsstätte von Bernhard Lichtenberg, weitere Gebäude wie die Alte Schule Karlshorst stehen unter Denkmalschutz. | Gemeindehaus St. Marien (vorn), Kirchturm (hinten)                                                                                             |
| Günter-Riesebrodt-Weg (Lage)          | 0150                           | Günter Riesebrodt (1911–1989), Kommunalpolitiker, Bürgermeister in Berlin-Lichtenberg (Juni 1945–Oktober 1946)                                               | 16. Apr. 2010          | Die Straße im Wohngebiet Carlsgarten verbindet die Fritz-Kortner-Straße mit der Maria-Matray-Straße. Die südostwärts weiterführende Trasse heißt dann Alfred-Siggel-Weg. | Günter-Riesebrodt-Weg |
| Güntherstraße (Lage)                  | 0320                           | Adoplh Günther (19. Jh.), Grundeigentümer und Bauunternehmer, parzellierte und bebaute teilweise mit eigenen Mitteln die ersten Flächen in Karlshorst        | um 1900                | Die Straße verläuft zwischen Trautenauer Straße und Sadowastraße im leichten Bogen. In der Mitte kreuzt sie die Liepnitzstraße. | Güntherstraße, Ecke Trautenauer Straße |
| Hasensprung (Lage)                    | 0380                           | Hasensprung, historischer Name eines hier vorhandenen Flurstücks mit dem Vorkommen von Hasen                                                                 | um 1952                | Die Straße in der KGA Florafreunde liegt nördlich der Verlängerten Waldowallee. | Hasensprung, Gaststätte Floratreff |
| Hegemeisterweg (Lage)                 | 0680                           | Hegemeister, Beamter, zuständig für Forst- und Jagdschutz | 1921                   | Der Weg verläuft zwischen Rummelsburger Landstraße und Treskowallee. Das nördliche Teilstück durchquert die Kleingartenanlage Am E-Werk, das südliche verläuft durch ein Waldstück. Die Wohngebäude mit den Hausnummern 18–30 und 45–55 sind Teil der Waldsiedlung Wuhlheide und stehen unter Denkmalschutz. | Hegemeisterweg, Ecke Rummelsburger Landstraße                                                                                                  |
| Heiligenberger Straße (Lage)          | 0300                           | Heiligenberg, Gemeinde in Baden-Württemberg | 1897                   | Die Straße im Prinzenviertel westlich des S-Bahnhofs Karlshorst verläuft zwischen Wandlitzstraße und Lehndorffstraße und kreuzt in der Mitte die Ehrlichstraße. Die Häuser Nr. 9 und 26 stehen unter Denkmalschutz. | Heiligenberger Straße, Ecke Lehndorffstraße |
| Heiner-Müller-Straße (Lage)           | 0270                           | Heiner Müller (1929–1995), Schriftsteller | 1. Jan. 2021           | Die Straße im Wohngebiet Parkstadt Karlshorst verbindet den Hönower Wiesenweg mit der Samuel-Lewin-Straße. | |
| Hentigstraße (Lage)                   | 0650                           | Otto von Hentig (1852–1934), Jurist und Kommunalpolitiker, einer der Gründer von Karlshorst                                                                  | um 1903                | Der Nord-Süd-Verkehrsweg verläuft von der Hönower Straße bis zur Dönhoffstraße. | Hentigstraße, von der Hönower Straße Richtung Süden                                                                                            |
| Hochwaldstraße (Lage)                 | 0150                           | Hochwald, forstwirtschaftliche Bezeichnung | um 1957                | Die Straße erschließt die KGA An der Trainierbahn nördlich der Verlängerten Waldowallee. Zuerst wurde sie nur inoffiziell auf Stadtplänen so bezeichnet. | Hochwaldstraße, Ecke Straße 4 |
| Hoher Wallgraben (Lage)               | 0320                           | Hoher Wallgraben, Wassergraben als Spreezufluss | 4. Apr. 1934           | Die Straße beginnt im Nordwesten an der Liepnitzstraße und endet etwa 100 Meter hinter der Sadowastraße als Sackgasse. Der erste Name war Straße 78. Der Hohe Wallgraben hat seine Quelle in der Wuhlheide und wird meist in Rohren geführt. | Hoher Wallgraben, Richtung Süden |
| Honnefer Straße (Lage)                | 0200                           | Bad Honnef, Stadt in Nordrhein-Westfalen | 9. Juni 1933           | Die Straße verbindet den Rhenser Weg (Nord) mit der Rheinsteinstraße (Süd). Ihr erster Name war Straße 50. | |
| Hönower Straße (Lage)                 | 0560                           | Hönow, nordöstlicher Vorort Berlins in Brandenburg | 1907                   | Sie verläuft zwischen Treskowallee und Lisztstraße. Gegenüber der Einmündung der Sangeallee steht seit 1987 die Sandsteinskulptur ,Blick aus dem Fenster’ (siehe Foto). Bei der Erstanlage des Straßensystems blieb die Straße noch unbebaut. | Skulptur von Karl-Günter Möpert |
| Hönower Wiesenweg (Lage)              | 0870 (im Ortsteil)             | nahegelegene frühere Hönower Wiesen | um 1878                | Die Straße verläuft im Ortsteil zwischen Blockdammweg und Liepnitzstraße. Auf der östlichen Seite erstreckt sich das Neubaugebiet der Parkstadt Karlshorst. Auf der westlichen Seite befand sich bis November 2023 ein Trailerpark, um dessen Räumung es jahrelang juristische Auseinandersetzungen gegeben hatte. | Hönower Wiesenweg, Ecke Blockdammweg |
| Horterweg (Lage)                      | 0340                           | Meta Horter (19./20. Jh.), Pädagogin | 9. Juni 1933           | Der erste Name war Straße 25a. Der Weg zweigt nordwärts von der Robert-Siewert-Straße ab, nach der Einmündung des Gregoroviuswegs ist er eine Sackgasse. Die namensgebende Pädagogin eröffnete vor 1900 in der Dönhoffstraße die erste Privatschule für Knaben und Mädchen, die 1911 Eigentum der damaligen Gemeinde Lichtenberg wurde. | Horterweg, Ecke Robert-Siewert-Straße |
| Ilsestraße (Lage)                     | 1180                           | Ilse, weiblicher Vorname | um 1910                | Die Straße beginnt als Sackgasse südlich der Wallensteinstraße. An ihrem nördlichen Ende knickt sie dann nach Osten ab und besitzt Nebenführungen. | Ilsestraße |
| Ingelheimer Straße (Lage)             | 0180                           | Ingelheim am Rhein, Stadt in Rheinland-Pfalz | 1910                   | Der erste Name war Straße 17; sie verläuft bogenförmig zwischen Ehrenfelsstraße (West) und Königswinterstraße (Ost). | Straßenansicht der Ingelheimer Straße in Berlin-Karlshorst                                                                                     |
| Irmtraud-Morgner-Straße (Lage)        | 0270                           | Irmtraud Morgner (1933–1990), Schriftstellerin | 1. Jan. 2021           | Die Straße im Wohngebiet Parkstadt Karlshorst verbindet den Hönower Wiesenweg mit der Samuel-Lewin-Straße. | |
| Johanna-Hofer-Straße (Lage)           | 0120                           | Johanna Hofer (1896–1988), Schauspielerin, Tochter des Ingenieurs Georg Stern                                                                                | 7. März 2006           | Die Straße liegt im nach 2005 gebauten Wohngebiet Carlsgarten zwischen Am Carlsgarten (Nordost) und Liesbeth-Stern-Straße (Süd). | |
| Johanna-und-Willy-Brauer-Platz (Lage) | 0060 × 50 × 30 (Dreieckform)   | Johanna Brauer († 1964), Willy Brauer († 1948); jüdisches Ehepaar, das neun Menschen durch Verstecken vor der Deportation bewahrte                           | 26. März 2010          | Der namenlose Platz an der Rheingoldstraße wird von Königswinter- und der Lahnsteiner Straße gebildet und die Sinziger Straße mündet von Westen, Er entstand mit dem Anlegen der Straßen und deren Villenbebauung. Seinen Namen erhielt er 2010 als berlinweit im Rahmen der Erhöhung der Anzahl von Frauennamen Straßen und Plätze ausgesucht wurden. Um den Aufwand für die Anwohner bei Umbenennungen gering zu halten, wurden bevorzugt namenlose Plätze benannt. Um Ehrungen zu erreichen war die Attraktivität des Ortes notwendig, was in diesem Straßenbereich mit Stadtvillen zu getroffen hat. | Johanna-und-Willy-Brauer-Platz, Richtung Süden                                                                                                 |
| Johannes-Fest-Platz (Lage)            | 055 × 23                       | Johannes Fest (1889–1960), Schulrektor und späterer Kommunalpolitiker                                                                                        | 5. Feb. 2014           | Der ehemalige namenlose Platz vor dem Theater Karlshorst an der Ehrenfelsstraße erhielt auf Beschluss der BVV Lichtenberg den Namen des späteren Mitglieds des Berliner Abgeordnetenhauses. | |
| Johannes-Zoschke-Straße (Lage)        | 0350                           | Johannes „Hans“ Zoschke (1910–1944), Widerstandskämpfer | 14. Jan. 1976          | Bei der Erstbenennung der Straße hieß sie Ohm-Krüger-Straße. Der Straßenzug führt von der Köpenicker Allee nordwärts, kreuzt die Rheinpfalzallee und endet im Norden als Sackgasse. Dort schließt sich ein Fußweg bis zum Römerweg an. | |
| Junker-Jörg-Straße (Lage)             | 0580                           | Junker Jörg, Deckname Martin Luthers während seiner Zeit auf der Wartburg                                                                                    | 1903                   | Sie verbindet die Hönower Straße nach Süden über die Marksburg- und Dorotheastraße mit der Dönhoffstraße. Ein größerer Abschnitt dieser Straße wurde ab 1950 mit Wohnzeilen für Beschäftigte des EAW Treptow bebaut. | Junker-Jörg-Straße, Ecke Dorotheastraße Richtung Norden                                                                                        |
| Karl-Egon-Straße (Lage)               | 0480                           | Karl Egon IV. zu Fürstenberg (1852–1896), Mitbegründer der Kolonie Karlshorst                                                                                | 1908                   | Die Nord-Süd-Straße liegt zwischen Sangeallee und Dönhoffstraße. | Wohnhaus in der Karl-Egon-Straße |
| Kiefernallee (Lage)                   | 0360                           | Kiefer, typischer Nadelbaum in der Mark Brandenburg | 1952                   | Die Privatstraße befindet sich im Bereich nördlich der Verlängerten Waldowallee in der KGA Florafreunde. | Kiefernallee, Ecke Verlängerte Waldowallee |
| Kiesweg (*) (Lage)                    | 0140                           | Kies, grobkörniges Gestein | um 1951                | Die Straße erschließt die KGA Florafreunde nördlich der Verlängerten Waldowallee. | Kiesweg, Ecke Kurzer Weg |
| Kirchdorfer Straße (Lage)             |                                | Kirchdorf im Wald, Gemeinde in Bayern, Landkreis Regen | 12. Okt. 2014          | Die Straße liegt im Wohngebiet Gartenstadt Karlshorst, das auf dem Gelände der ehemaligen Festungspionierschule in den 2010er Jahren gebaut wurde. Der Verkehrsweg, ab Sommer 2015 angelegt, bildet die südliche Fortsetzung der Beerfelder Straße und verläuft zwischen Robert-Siewert- und Viechtacher Straße in Nord-Süd-Richtung. | Kirchdorfer Straße in Berlin-Karlshorst |
| Königswinterstraße (Lage)             | 0680                           | Königswinter, Stadt in Nordrhein-Westfalen | 1910                   | Der erste Name war Straße 11. Sie verläuft zwischen Rheingold- und Ehrenfelsstraße. Eine Wohnanlage aus den Jahren 1925–1930 im Dreieck Andernacher, Ehrenfels- und Königswinterstraße steht unter Denkmalschutz. Der Häuserblock im Bild wurde bis zum Abzug der Sowjetarmee von deren Offiziersfamilien bewohnt. | |
| Köpenicker Allee (Lage)               | 2200                           | Köpenick, Richtung, in der die Straße verläuft | 1897                   | Die erste Schreibweise war bis 1930 Cöpenicker Allee, als der Berliner Verwaltungsbezirk Lichtenberg ihre Schreibweise änderte. Die Allee verläuft von der Waldowallee geradlinig bis zum äußersten Südosten von Karlshorst. Hinter der Ortsteilgrenze zu Köpenick setzt sie sich als Rudolf-Rühl-Allee fort. Dieser Abschnitt war bis zu seiner Ausgliederung ein Teil der Köpenicker Allee. Unter der Hausnummer 39–57 befindet sich die Katholische Hochschule für Sozialwesen Berlin, unter der Nummer 120–130 eine Dienststelle des Bundesamtes für Strahlenschutz, die bis 2024 einen Neubau mit Lagezentrum für den radiologischen Notfallschutz erhält. | |
| Köpenicker Chaussee (Lage)            | 0080 (im Ortsteil)             | Köpenick, Ziel dieses Verkehrsweges | 1897                   | Nur die Ostseite des Abschnitts zwischen Blockdammweg und Rummelsburger Landstraße mit der Hausnummer 22 gehört zu Karlshorst, der übrige Teil zu Rummelsburg. | Köpenicker Chaussee 22, Ecke Blockdammweg |
| Kötztinger Straße (Lage)              | 0470                           | Bad Kötzting, Stadt in Bayern | 11. März 1937          | Der erste Name war Straße 97. Die abgewinkelte Wohngebietsstraße verbindet die Robert-Siewert-Straße mit der Zwieseler Straße. | Kötztinger Straße, Ecke Brehmstraße Richtung Norden                                                                                            |
| Krähenwinkel (Lage)                   | 0230                           | einst häufig in Karlshorst vorhandene Krähen | 11. Sep. 2006          | Die Straße liegt im nach 2005 gebauten Wohngebiet Carlsgarten. Sie verläuft abgeknickt zwischen Liesbeth-Stern-Straße und Johanna-Hofer-Straße. | Krähenwinkel, Ecke Lisbeth-Stern-Straße |
| Lahnsteiner Straße (Lage)             | 0090                           | Lahnstein, Stadt in Rheinland-Pfalz | 1910                   | Der erste Name war Straße 15. Sie verbindet die Weseler Straße (West) mit der Königswinterstraße (Ost). | Lahnsteiner Straße, Küsterhaus |
| Langdorfer Straße                     |                                | Langdorf, Gemeinde in Bayern, Landkreis Regen | 8. Juli 2017           | Die Straße liegt im Wohngebiet Gartenstadt Karlshorst II. Sie verläuft von der Straße Am alten Flugplatz bis zum Biesenhorster Weg. | |
| Lehndorffstraße (Lage)                | 0740                           | Heinrich von Lehndorff (1829–1905), preußischer General | 4. Apr. 1934           | Die Straße im Prinzenviertel westlich des S-Bahnhofs Karlshorst verläuft abgeknickt zwischen Wandlitzstraße und Eginhardstraße. Die Wohnstraße besitzt beidseitig Villen im Landhausstil und niedrige Mietswohnhäuser. Drei Häuser (Nummern 7, 8 und 10) stehen unter Denkmalschutz. Sie hieß zunächst Kaiser-Wilhelm-Straße. | Gedenkstein für die Gründung der Kolonie Karlshorst, Ecke Wandlitzstraße                                                                       |
| Liepnitzstraße (Lage)                 | 0830                           | Liepnitzsee, Gewässer in Brandenburg | 12. Apr. 1951          | Die Straße im Prinzenviertel westlich des S-Bahnhofs Karlshorst verläuft zwischen Wandlitzstraße und Hegemeisterweg und kreuzt dabei die Ehrlichstraße. Die Wohnstraße besitzt beidseitig Villen im Landhausstil und niedrige Mietswohnhäuser. Mehrere Häuser stehen unter Denkmalschutz. Ihr erster Name war Prinz-Adalbert-Straße. | |
| Lisbeth-Stern-Straße (Lage)           | 0260                           | Lisbeth Stern (1870–1963), Schriftstellerin, Schwester von Käthe Kollwitz und Ehefrau des Ingenieurs Georg Stern                                             | 7. März 2006           | Sie verläuft von Nordwesten nach Südosten im Wohngebiet Carlsgarten und verbindet das Südwestende der Straße Krähenwinkel mit der Fritz-Kortner-Straße. | Lisbeth-Stern-Straße, Richtung Nordwesten |
| Lisztstraße (Lage)                    | 0180                           | Franz Liszt (1811–1886), ungarischer Komponist | 1910                   | Der erste Name war Straße 15b. Die Bebauung mit Wohnhäusern setzte nach dem Ersten Weltkrieg ein. Sie verbindet Hönower Straße und Marksburgstraße. An ihr liegt die Karlshorster Schule (Grundschule). | Lisztstraße, Ecke Marksburgstraße |
| Loreleystraße (Lage)                  | 0250                           | Loreley, Felsen am Rhein in Rheinland-Pfalz | 1910                   | Der erste Name war Straße 8. Die Straße verbindet die Waldowallee mit der Stolzenfelsstraße. | |
| Lusenpfad                             |                                | Lusen, Berg im Bayerischen Wald | 8. Juli 2017           | Die Straße liegt im Wohngebiet Gartenstadt Karlshorst II. Sie verbindet die Prackenbacher mit der Langdorfer Straße. | |
| Maria-Matray-Straße (Lage)            | 0120                           | Maria Matray (1907–1993), Schauspielerin | 7. März 2006           | Die Straße liegt im nach 2005 gebauten Wohngebiet Carlsgarten zwischen Am Carlsgarten (Nordost) und Georg-Stern-Straße (Südwest). | Maria-Matray-Straße, Ecke Am Carlsgarten |
| Marksburgstraße (Lage)                | 0280                           | Marksburg, Burg am Rhein in Rheinland-Pfalz | 1910                   | Sie verläuft als Fortsetzung der Walkürenstraße zwischen Ilsestraße im Westen und Köpenicker Allee im Osten. Sie kreuzt dabei die Treskow- und Waldowallee. Zuerst hieß sie Straße 5, 1933 wurde der Verkehrsweg um die Krausestraße und Straße 91 verlängert. Im Jahr 1962 kam noch die frühere Straße 84 hinzu. Die Häuser mit den Nummern 46–52 stehen unter Denkmalschutz (Bild). | Marksburgstraße |
| Müritzstraße (Lage)                   | 0380                           | Müritz, Gewässer in Mecklenburg | 12. Apr. 1951          | Die Straße im Prinzenviertel westlich des S-Bahnhofs Karlshorst verläuft zwischen Wandlitzstraße und Seepark Karlshorst. Die Wohnstraße besitzt beidseitig Villen im Landhausstil und niedrige Mietswohnhäuser. Haus Nummer 18 steht unter Denkmalschutz. Ein größeres Schulgebäude (Kreativitätsgrundschule Karlshorst) steht an der Ecke Ehrlichstraße (das Bild zeigt einen Nebeneingang in der Müritzstraße). Ihr erster Name war Prinz-Oskar-Straße. | BIP-Grundschule Ehrlichstraße, Eingang Müritzstraße                                                                                            |
| Neuwieder Straße (Lage)               | 0560                           | Neuwied, Stadt in Rheinland-Pfalz | 30. Jan. 1933          | Die geradlinig angelegte Straße verbindet in Süd-Nord-Richtung die Köpenicker Allee mit der Robert-Siewert-Straße. An ihr befindet sich das Gelände der Katholischen Hochschule für Sozialwesen. | Neuwieder Straße, Ecke Robert-Siewert-Straße                                                                                                   |
| Odesaplatz (Lage)                     | 0025 × 30                      | Odesa, Stadt in der Ukraine | 22. Sep. 2022          | Der bis zu seiner Benennung namenlose Platz liegt an der Einmündung der Rheinstein- und Ehrenfelsstraße in die Treskowallee. Anlass für die Benennung war der russische Überfall auf die Ukraine im Februar 2022. Die Schreibweise ohne Doppel-S ist der ukrainische Name der Stadt. Die feierliche Benennung erfolgte am 16. Januar 2023. | Odesaplatz, Richtung Osten |
| Odinstraße (Lage)                     | 0320                           | Odin, höchster nordischer Gott | 1910                   | Der erste Name war Straße 12 und sie lag nördlich parallel zur Walkürenstraße. Mit der späteren Bebauung bekam die Trasse eine etwas südlichere Führung. Sie beginnt nun nordwestlich an der VnK-Strecke und verläuft dann Richtung Südosten bis zur Walkürenstraße. | Odinstraße, Richtung Südosten |
| Oskarstraße (Lage)                    | 0200                           | Oskar, preußischer Prinz (1888–1958) | vor 1920               | Die Straße befindet sich in der ab 1915 angelegten Waldsiedlung Wuhlheide zwischen Hegemeisterweg und Am Walde. Die Oskarstraße wurde bereits 1920 genannt, später war sie zeitweise namenlos. Erst mit der zweiten Bebauungsphase der Waldsiedlung Mitte der 1930er Jahre wird der Name wieder genannt. | Oskarstraße, Ecke Gleyeweg |
| Osserweg                              |                                | Osser, Berg im Bayerischen Wald | 8. Juli 2017           | Die Straße liegt im Wohngebiet Gartenstadt Karlshorst II. | |
| Patersdorfer Straße (Lage)            |                                | Patersdorf, Gemeinde in Bayern, Landkreis Regen | 12. Okt. 2014          | Die Straße liegt im Wohngebiet Gartenstadt Karlshorst, das auf dem Gelände der ehemaligen Festungspionierschule in den 2010er Jahren gebaut wurde. Sie verläuft zwischen Zwieseler und dem Ostarm der Regener Straße. | Patersdorfer Straße in Berlin-Karlshorst |
| Pirolstraße (Lage)                    | 0140                           | Pirol, Singvogel | 9. Nov. 1926           | Die Straße verläuft zwischen Zwieseler und Beerfelder Straße und endet an der KGA ,Seegelände’. Sie wurde durch den Bau des Güteraußenrings unterbrochen. Die Fortsetzung befindet sich mit gleichem Namen in Biesdorf. Auf heutigem Karlshorster Gebiet wurde sie bei der Bebauung in den 1950er Jahren als Straße 100 bezeichnet. | Pirolstraße, Ecke Zwieseler Straße |
| Platz an der Eiche (*) (Lage)         | 0020 × 10                      | Eiche, auffälligstes Merkmal des Platzes | unbekannt              | Der Platz liegt innerhalb des Kleingartengeländes an der Abzweigung des Biesenhorster Wegs und des Feldwegs von der Köpenicker Allee. | Platz an der Eiche, südlicher Teil der Köpenicker Allee                                                                                        |
| Prackenbacher Straße                  |                                | Prackenbach, Gemeinde in Bayern, Landkreis Regen | 8. Juli 2017           | Die Straße liegt im Wohngebiet Gartenstadt Karlshorst II. Sie zweigt südlich von der Ruhmannsfeldener Straße ab. | |
| Rachelweg                             |                                | Großer und Kleiner Rachel, Berge im Bayerischen Wald | 8. Juli 2017           | Die Straße liegt im Wohngebiet Gartenstadt Karlshorst II. Sie verläuft von der Regener Straße bis zum Biesenhorster Weg, | |
| Regener Straße (Lage)                 | 0760                           | Regen, Kreisstadt in Bayern | 12. Okt. 2014          | Die Straße liegt im Wohnviertel Gartenstadt Karlshorst östlich der Zwieseler Straße, das in den 2010er Jahren auf einer Teilfläche der ehemaligen Festungspionierschule entstand. Sie verläuft L-förmig von der Zwieseler bis zur Patersdorfer Straße. | Nordarm der Regener Straße · Ostarm der Regener Straße, im April 2015 noch im Bau                                                              |
| Rheingoldstraße (Lage)                | 0420 + 275                     | Rheingold, Titel einer Oper von Richard Wagner, Goldschatz aus der Nibelungensage                                                                            | 1910                   | Sie verläuft zwischen Rolandseck und Loreleystraße, wobei der mittlere Teil (Länge rund 190 m) zwischen Rheinstein- und Andernacher Straße als Fußweg durch den Rheinsteinpark führt. | Rheingoldstraße zwischen Andernacher und Loreleystraße                                                                                         |
| Rheinpfalzallee (Lage)                | 0970                           | Rheinpfalz, Region in Rheinland-Pfalz | 31. März 1995          | Die ersten Namen waren Dewetallee, ab 1976 Siegfried-Widera-Straße. Dabei begann der Straßenzug an der Treskowallee. Dieser verkehrsmäßige Anschluss im Westen ist jetzt unterbrochen, im Osten endet die Allee an der Zwieseler Straße. In der Rheinpfalzallee 82–90 befindet sich der Dienstsitz Berlin des Zollkriminalamtes. Auf dem Grundstück Nr. 83 (vor der Umnummerierung Nr. 11) befand sich 1961–1971 die Stadtkommandantur Berlin der Nationalen Volksarmee, 1971–1990 das Grenzkommando Mitte der Grenztruppen der DDR, das für die Bewachung der Mauer rund um West-Berlin zuständig war. | Rheinpfalzallee, Ecke Arberstraße |
| Rheinsteinstraße (Lage)               | 0980                           | Burg Rheinstein am Rhein in Rheinland-Pfalz | 1912                   | Sie stellt eine Verbindung zwischen der Treskowallee und der Zwieseler Straße her. An ihrer Südseite liegt der Rheinsteinpark, an ihrem Ende das Museum Berlin-Karlshorst. Von 1976 bis 1992 hieß sie Fritz-Schmenkel-Straße. In den 1930er Jahren gab es eine Verlängerte Rheinsteinstraße für eine gesonderte Nutzung. Sie wurde 1939 in die Rheinsteinstraße eingegliedert. | |
| Rhenser Weg (Lage)                    | 0270                           | Rhens, Stadt in Rheinland-Pfalz | 9. März 1933           | Der Weg verbindet die Köpenicker Allee mit der Waldowallee. An seinem südwestlichen Ende bis zur Waldowallee ist er ein Fußweg. | |
| Riastraße (Lage)                      | 0200                           | Ria, weiblicher Vorname (verkürzt von Maria). Ria war der Rufname der Ehefrau des Grafen August von Dönhoff, des Mitbegründers der Villenkolonie Karlshorst. | 1908                   | Die Straße bildet eine kurze Verbindung zwischen Sangeallee und Dönhoffstraße. | Riastraße, Richtung Sangeallee |
| Richard-Kolkwitz-Weg (*) (Lage)       | 1240                           | Richard Kolkwitz (1873–1956), Botaniker | 2. Feb. 2009           | Der Fuß- und Radweg verläuft östlich der Treskowallee entlang der Südseite der oberirdischen Trasse der U-Bahn-Linie U 5 und war zuvor namenlos. | Richard-Kolkwitz-Weg, zwischen Tierparkgelände und Tierfriedhof                                                                                |
| Rienzistraße (Lage)                   | 0240                           | Rienzi, Titelgestalt einer Oper von Richard Wagner | 1910                   | Der erste Name war Straße 21. Sie verbindet die Odinstraße (West) mit der Ilsestraße (Ost). | Rienzistraße, Richtung Osten zur Ilsestraße |
| Rinchnacher Weg (Lage)                | 0190                           | Rinchnach, Gemeinde in Bayern, Landkreis Regen | 12. Okt. 2014          | Die Straße liegt im Wohngebiet Gartenstadt Karlshorst, das als erster Bauabschnitt Biesenhorster Sand auf dem Gelände der ehemaligen Festungspionierschule in den 2010er Jahren gebaut wurde. Sie verläuft in Nord-Süd-Richtung zwischen der Viechtacher Straße und dem Nordarm der Regener Straße. | Blick von Süden |
| Robert-Siewert-Straße (Lage)          | 1250                           | Robert Siewert (1887–1973), Politiker (SED), Widerstandskämpfer gegen den Nationalsozialismus                                                                | 14. Jan. 1976          | Der erste Name war Warmbader Straße. Der West-Ost-Verkehrsweg verläuft zwischen Gregoroviusweg und der Trasse des Berliner Außenrings. Etwa in der Mitte befindet sich der Karlshorster und Neue Friedrichsfelder Friedhof. Das östliche Ende der Straße bindet die KGA ,Seegelände’ an das Verkehrswegenetz an. Die Villa Arthur Capelle (Hausnummer 50/52) steht unter Denkmalschutz. Bei der Erstanlage reichte die Straße bis nach Biesdorf. Beim Bau des Güteraußenrings 1941 wurde an der Kreuzungsstelle ein Bahnübergang angelegt, seit dem Bau des Rangierbahnhofs Wuhlheide 1951–1953 ist der Straßenzug unterbrochen. | Eingang des Friedhofs |
| Rödelstraße (Lage)                    | 0230                           | Rödel, Bankier; teilte den in Karlshorst erworbenen Grundbesitz als einer der ersten in Parzellen zur weiteren Bebauung auf                                  | 1900                   | Der Verkehrsweg, bis 1915 Roedelstraße geschrieben, verbindet die Trautenauer mit der Liepnitzstraße. | Rödelstraße, Ecke Trautenauer Straße |
| Rohrlake (Lage)                       | 0170                           | Name eines kleinen Baches im südlichen Teil der Treskowschen Gemarkung, im 20. Jh. meist in Rohren unterirdisch geführt                                      | 20. Dez. 2006          | Die Straße liegt im Wohnpark Carlsgarten, wo ein Teil des Wasserlaufs wieder freigelegt wurde. Sie verbindet abgeknickt zwei Punkte der Straße An der Karlshorster Heide. | |
| Rolandseck (Lage)                     | 0210                           | Rolandseck, Burgruine am Rhein in Rheinland-Pfalz | 1910                   | Der erste Name war Straße 6. Das Rolandseck bildet den südlichen Abschluss einer dreieckigen Fläche zwischen Treskowallee und Waldowallee, mittig nach Süden geht die Rheingoldstraße ab. | |
| Römerweg (Lage)                       | 0980                           | Römer, Einwohner von Rom | 9. Juni 1933           | Der Weg beginnt im Westen am Aristotelessteig, kreuzt die Treskowallee und endet im Osten an der Robert-Siewert-Straße. Bei der Erstanlage um 1915 hieß der Verkehrsweg Römerring. In die Neubenennung wurde auch die vorherige Straße 85 einbezogen. Damit ergibt sich an der Kreuzung mit der Treskowallee ein Versatz. Das westliche Straßenstück ist 375 m lang. Das östliche Straßenstück liegt in einer Villensiedlung und ist 610 m lang. Unter der Nummer 30–32 befindet sich das Hans-und-Hilde-Coppi-Gymnasium, nördlich der Straße liegt der Campus Treskowallee der Hochschule für Technik und Wirtschaft. Am Römerweg 39 lässt das Lichtenberger Bezirksamt bis 2026 ein weiteres Schulgebäude errichten. Hier entsteht auf einer vorherigen Brache von rund 17.000 Quadratmetern eine Integrierte Sekundarschule (Oberschule) für 725 Schüler mit einer dreigeteilten Sporthalle. Das Gebäude wird in Holzmodulbauweise ausgeführt, die im Bezirk Lichtenberg erstmals für die Orankesee-Schule angewendet worden ist. | Hans-und-Hilde-Coppi-Gymnasium |
| Roßmäßlerstraße (Lage)                | 0160                           | Emil Adolf Roßmäßler (1806–1867), Naturforscher und Schriftsteller                                                                                           | 26. Juni 1964          | Die Straße wurde in den 1960er Jahren angelegt. Sie zweigt als Sackgasse in nördlicher Richtung von der Brehmstraße ab. Die aufgelockerte Bebauung besteht im Wesentlichen aus Plattenbauten. Auf einem Kinderspielplatz steht eine künstlerisch gestaltete Sandsteinfigur (linkes Bild). | typische Ansicht der Roßmäßlerstr. |
| Rudolf-Grosse-Straße (Lage)           | 0510                           | Rudolf Grosse (1905–1942), Widerstandskämpfer und Holocaust-Opfer                                                                                            | 14. Jan. 1976          | Die ersten Namen waren Bothaallee (bis 1922) und Frankestraße (bis 1976). Sie verbindet die Robert-Siewert-Straße in Nord-Süd-Richtung mit der Köpenicker Allee. | Rudolf-Grosse-Straße, Ecke Robert-Siewert-Straße                                                                                               |
| Ruth-Baumgarte-Straße (Lage)          | 0125                           | Ruth Baumgarte (1923–2013), Malerin | 1. Jan. 2021           | Die Straße im Wohngebiet Parkstadt Karlshorst verbindet die Adolf-Wermuth-Allee mit der Trautenauer Straße. | |
| Ruhmannsfeldener Straße               |                                | Ruhmannsfelden, Marktgemeinde in Bayern, Landkreis Regen | 8. Juli 2017           | Die Straße liegt im Wohngebiet Gartenstadt Karlshorst II. | |
| Rummelsburger Landstraße (Lage)       | 0650 (im Ortsteil)             | Rummelsburg, früherer Gutsbezirk im Südosten Berlins, Richtung der Straße                                                                                    | um 1955                | Der erste Name war Rummelsburger Chaussee (um 1920 bis um 1955). Nur die Ostseite des Abschnitts zwischen Blockdammweg und Am Walde (ungerade Hausnummern 1–15) gehört zu Karlshorst, der größere Rest zu Oberschöneweide. Das Umspannwerk Rummelsburger Landstraße 1 (siehe Bild) steht unter Denkmalschutz. | Rummelsburger Landstraße 1 |
| Sadowastraße (Lage)                   | 0240                           | Sadowa in Tschechien, Schauplatz der Schlacht von Königgrätz von 1866                                                                                        | 1903                   | Die Straße verbindet die Liepnitzstraße mit dem Hohen Wallgraben. Das Wasserpumpwerk unter der Hausnummer 20 steht unter Denkmalschutz. Erwähnenswert ist ein Kreativitätskindergarten unter der Hausnummer 16. | Sadowastraße, Richtung Liepnitzstraße |
| Samuel-Lewin-Straße (Lage)            | 0330                           | Samuel Lewin (1890–1959), Schriftsteller | 18. Mai 2021           | Die Straße im Wohngebiet Parkstadt Karlshorst bildet einen verzweigten Verkehrsweg im Südosten des Wohngebiets. Sie verbindet die Georg-Klingenberg-Straße mit der Ruth-Baumgarte-Straße, eine nördliche Verlängerung ist geplant. | |
| Sangeallee (Lage)                     | 0560                           | Sange, alteingesessene frühere Friedrichsfelder Familie, die die Erschließung und Bebauung von Karlshorst förderte                                           | 31. Mai 1951           | Erster Name der Straße war Fürstenberg-Allee. Sie verbindet die Hönower Straße mit der Blockdammbrücke, die über die Bahnstrecke Berlin–Frankfurt (Oder) führt. | Sangeallee, Ecke Hönower Straße |
| Schenkestraße (Lage)                  | 0200                           | Schenke, Buchdruckereibesitzer aus Genthin, Parzellant und Mitbegründer der Kolonie Karlshorst                                                               | 1901                   | Die Straße verbindet die Trautenauer Straße mit der Liepnitzstraße. | Schenkestraße, Ecke Trautenauer Straße |
| Schmiedeberger Weg (Lage)             | 0110                           | ,Schmiedeberg’, Stadt in Niederschlesien, heute Kowary in Polen                                                                                              | 20. Okt. 1932          | Der erste Name war Straße 51c. Die kurze Stichstraße südwestlich der Wandlitzstraße weist nur vier Hausnummern auf. Durch einen Fußweg über die Blockdammbrücke ist der Weg mit der Sangeallee verbunden. | Schmiedeberger Weg, Ecke Wandlitzstraße |
| Seifertweg (Lage)                     | 0080                           | Richard Seifert, Kommunalpolitiker; Mitglied des Gemeindevorstandes Lichtenberg; errichtete in der Kolonie Karlshorst eines der ersten Häuser                | 9. Juni 1933           | Der erste Name war Straße 92. Der Seifertweg zweigt vom Gregoroviusweg als Sackgasse nach Norden ab. | Seifertweg, Ecke Gregoroviusweg |
| Sinziger Straße (Lage)                | 0080                           | Sinzig, Stadt in Rheinland-Pfalz | 1910                   | Der erste Name war Straße 16. Die Straße verbindet die Weseler Straße mit der Königswinterstraße. Sie begrenzt das Areal der Kirche Zur frohen Botschaft nördlich. | Sinziger Straße, Ecke Königswinterstraße |
| Sokratesweg (Lage)                    | 0160                           | Sokrates, griechischer Philosoph (1. Jh. v. Chr.) | 6. Juli 2012           | Die Stichstraße verläuft vom Aristotelessteig in südlicher Richtung. Sie wurde im Zusammenhang mit dem Neubau von Reihenhäusern durch die Tochter eines skandinavischen Bau- und Immobilienkonzerns in den 2010er Jahren ausgebaut und war kurzzeitig als nördliche Verlängerung der Sangeallee ausgewiesen, es sind die Grundstücke 3–85 (ungerade) auf der Ostseite der Straße zugeordnet. Hier besteht ein gleichnamiger Ring um die Zufahrt zu den Häusern zu ermöglichen. Die Straße schließt im Süden an die Hönower Straße an. Eine Sokratesstraße war nach 1914 östlich parallel zur Ilsestraße geplant, sie wurde aber nicht angelegt. | Sokratesweg, Sicht vom Aristotelessteig · Reihenhäuser im Sokratesweg                                                                          |
| Spatzensteig (Lage)                   | 0090                           | Spatz, einheimischer Singvogel | 11. März 1937          | Die kurze Stichstraße in der Waldsiedlung Wuhlheide zweigt nordwärts vom Hegemeisterweg ab. Der erste Name war Straße 120. | Spatzensteig, vom Hegemeisterweg aus gesehen                                                                                                   |
| Stechlinstraße (Lage)                 | 0380                           | Stechlin, See in Brandenburg | 12. Apr. 1951          | Die Straße im Prinzenviertel westlich des S-Bahnhofs Karlshorst verbindet die Wandlitzstraße mit dem Seepark Karlshorst und kreuzt dabei die Ehrlichstraße. Die Häuser Nummer 6 und 34 stehen unter Denkmalschutz. Die Wohnstraße mit Villen im Landhausstil und niedrigen Mietshäusern hieß zuerst Prinz-August-Straße, nachfolgend Prinz-August-Wilhelm-Straße. | Stechlinstraße, Ende Wandlitzstraße |
| Stolzenfelsstraße (Lage)              | 0890                           | Schloss Stolzenfels am Rhein in Rheinland-Pfalz | 1910                   | Sie verläuft von der Treskowallee (Nordwest) bis zur Waldowallee (Südost). Nur die Nordostseite ist bebaut, an der Südwestseite verläuft die Bahnstrecke Berlin–Frankfurt (Oder). Im Planwerk wurde sie bis 1911 als Straße 1 bezeichnet. | Blick in die Stolzenfelsstraße von der Bahnlinie aus.                                                                                          |
| Straße 1 (Wiesengrund) (Lage)         | 0040                           | nummeriert in Reihenfolge | um 1951                | Die Straße liegt in der KGA Florafreunde nördlich der Verlängerten Waldowallee. Sie zweigt als Stichstraße nördlich vom Agavensteig ab. | Straße 1, Ecke Agavensteig |
| Straße 2 (Wiesengrund) (Lage)         | 0260                           | nummeriert in Reihenfolge | um 1951                | Die Erschließungsstraße liegt in den Kleingartenanlagen Rheinstein und Florafreunde nördlich der Verlängerten Waldowallee als Querstraße der Wiesengrundstraße. | Straße 2, Ecke Wiesengrundstraße |
| Straße 3 (Wiesengrund) (Lage)         | 0220                           | nummeriert in Reihenfolge | um 1951                | Die Erschließungsstraße liegt in den Kleingartenanlagen Rheinstein und Florafreunde nördlich der Verlängerten Waldowallee als Querstraße der Wiesengrundstraße. | Straße 3, Ecke Wiesengrundstraße |
| Straße 4 (Wiesengrund) (Lage)         | 0100                           | nummeriert in Reihenfolge | um 1951                | Die Erschließungsstraße liegt in den Kleingartenanlagen Rheinstein und Florafreunde nördlich der Verlängerten Waldowallee als Querstraße der Wiesengrundstraße. | Straße 4, Ecke Hochwaldstraße |
| Straße 5 (Lage)                       | 0110                           | nummeriert in Reihenfolge | um 1940                | Sie liegt als Stichstraße in der KGA Florafreunde südlich der Wiesengrundstraße. | Straße 5, Ecke Wiesengrundstraße |
| Stühlinger Straße (Lage)              | 0360                           | Stühlingen, Stadt in Baden-Württemberg | 1897                   | Die Straße im Prinzenviertel westlich des S-Bahnhofs Karlshorst verläuft zwischen Wandlitzstraße und Traberweg und kreuzt dabei die Ehrlichstraße. | |
| Tannhäuserstraße (Lage)               | 0600                           | Tannhäuser, Titelgestalt einer Oper von Richard Wagner | 1910                   | Der erste Name war Straße 43. Sie beginnt im Westen an der Wallensteinstraße und endet im Osten an der KGA ,Hochspannung‘ als Sackgasse. | Tannhäuserstraße, Richtung Osten von der Wallensteinstraße aus                                                                                 |
| Teisnacher Straße (Lage)              | 0200                           | Teisnach, Gemeinde in Bayern, Landkreis Regen | 12. Okt. 2014          | Die Straße liegt im Wohngebiet Gartenstadt Karlshorst, das auf dem Gelände der ehemaligen Festungspionierschule Anfang der 2010er Jahre gebaut wurde. Sie verbindet in Nord-Süd-Richtung die Viechtacher Straße mit der Regener Straße. | |
| Theatergasse (Lage)                   | 0090                           | Theater Karlshorst | 26. Mai 2008           | Der kurze Verkehrsweg südöstlich des Theaters Karlshorst verbindet die Ehrenfels- mit der Stolzenfelsstraße. Die Gasse, ursprünglich ein Betriebsweg auf dem Grundstück des Theaters, wurde 2018 durch eine Bürgerinitiative umgestaltet. Bepflanzungen wurden vorgenommen und Wandbilder zur Karlshorster Geschichte entstanden. Der Verein Theatergasse für alle organisiert hier Open-Air-Veranstaltungen. | Theatergasse, Ecke Stolzenfelsstraße |
| Traberweg (Lage)                      | 0830                           | Bezugnahme auf die in der Nähe gelegene Trabrennbahn Karlshorst                                                                                              | 1911                   | Der Weg im Prinzenviertel westlich des S-Bahnhofs Karlshorst verbindet als Fuß- und Radweg die Treskowallee mit der Liepnitzstraße und ist auf der Nordostseite mit niedrigen Mietshäusern bebaut. Der erste Name war Prinz-Friedrich-Wilhelm-Straße. | |
| Trautenauer Straße (Lage)             | 0660                           | ,Trautenau’, ehemaliger deutscher Name von Trutnov in Tschechien                                                                                             | 1907                   | Die geradlinig angelegte Straße verläuft zwischen Hönower Wiesenweg und Blockdammweg und quert dabei die Ehrlichstraße. Auf ihrer Westseite (ehemals Kleingartenanlage und Gewerbefläche) entsteht seit 2020 die Parkstadt Karlshorst, die sie durchquert. Im Haus Nummer 6 wohnte der damalige Vorsitzende der Sozialistischen Arbeiterjugend Erich Ollenhauer. Anlässlich des 50. Todestages des Politikers am 14. Dezember 2013 wurde an dem Wohnhaus eine Gedenktafel angebracht. | Trautenauer Straße, Richtung Ehrlichstraße vom nördlichen Ende aus gesehen                                                                     |
| Treskowallee (Lage)                   | 2200 (im Ortsteil)             | Carl von Treskow (1787–1846), Gründer des Vorwerks Carlshorst                                                                                                | 1900 mit Unterbrechung | Die Treskowallee ist die wichtigste Verkehrs- und Einkaufsstraße Karlshorsts. Sie beginnt im Norden an der Ortsteilgrenze zu Friedrichsfelde als Fortsetzung der Straße Am Tierpark, endet im Ortsteil am Hegemeisterweg und führt im Süden bis zur Kreuzung mit der Rummelsburger Straße/An der Wuhlheide in Oberschöneweide. Ursprünglich wurde sie als Straße nach Cöpenick bezeichnet. 1900 wurde der nördliche Teil zur Treskowallee, südlich des Hegemeisterweges von um 1913 bis 1955 zur Karlshorster Chaussee. Zwischen 1961 und 1992 hieß der gesamte Straßenzug Hermann-Duncker-Straße. Baudenkmale (Auswahl): Hochschule für Wirtschaft und Technik, Bahnhof Berlin-Karlshorst, Trabrennbahn Karlshorst. | Treskowallee, Ecke Römerweg Richtung Norden |
| Üderseestraße (Lage)                  | 0340                           | Üdersee, Gewässer in Brandenburg | 12. Apr. 1951          | Die Straße im Prinzenviertel westlich des S-Bahnhofs Karlshorst verläuft zwischen Wandlitzstraße und Traberweg und kreuzt dabei die Ehrlichstraße. Sie ist mit Villen im Landhausstil und niedrigen Mietshäusern bebaut. Mehrere Wohnhäuser stehen unter Denkmalschutz. Erste Namen waren nacheinander Prinz-Eitel-Friedrichstraße (bis 1913), Prinz-Eitel-Fritz-Straße (bis 1910), dann bis 1951 wieder Prinz-Eitel-Friedrich-Straße. | |
| Unterfeld (Lage)                      | 0080                           | frühere Bezeichnung für die tieferliegenden (unteren) Feldflächen im Dorf Friedrichsfelde                                                                    | 22. Dez. 2006          | Die Straße liegt im nach 2005 gebauten Wohngebiet Carlsgarten und zweigt als Stichstraße nordwestwärts von der Straße An der Karlshorster Heide ab. | |
| Ursula-Goetze-Straße (Lage)           | 0360                           | Ursula Götze (1916–1943), Philologiestudentin, Widerstandskämpferin der Roten Kapelle                                                                        | 14. Jan. 1976          | Der erste Name war Waterbergstraße. Die Straße verläuft als Sackgasse zwischen Richard-Kolkwitz-Weg und Robert-Siewert-Straße. | Ursula-Goetze-Straße, Ecke Robert-Siewert-Straße                                                                                               |
| Verlängerte Waldowallee (Lage)        | 0940                           | Waldowallee, die später Richtung Berlin-Köpenick verlängert wurde                                                                                            | um 1950                | Die bereits um 1900 vorhandene Straßenverbindung Richtung Wuhlheide war zunächst unbezeichnet, wurde aber vor dem Zweiten Weltkrieg auch als Teil der Waldowallee ausgewiesen. Sie beginnt im Nordwesten an der Stolzenfelsstraße und setzt sich im Südosten im Ortsteil Oberschöneweide als Rudolf-Rühl-Allee fort. Die Gebäude Nummer 41/42 (ehemalige Rennbahnverwaltung und Trainieranstalt) stehen unter Denkmalschutz. | Waldowallee |
| Viechtacher Straße (Lage)             | 0480                           | Viechtach, Stadt in Bayern, Landkreis Regen | 12. Okt. 2014          | Die Straße liegt im Wohngebiet Gartenstadt Karlshorst, das auf dem Gelände der ehemaligen Festungspionierschule in den 2010er Jahren gebaut wurde. Sie beginnt westlich an der Zwieseler Straße und endet östlich an der Kirchdorfer/Teisnacher Straße. | Blick in die Viechtacher Straße von der Zwieseler Str. aus gesehen, links am Bildrand ist der Hochbunker zu sehen. · Viechtacher Str. unfertig |
| Waldowallee (Lage)                    | 1500                           | Wilhelm von WaldowA (1856–1937), preußischer Politiker, genehmigte 1895 die Gründung der Villenkolonie Karlshorst                                            | 1900                   | Die Straße verläuft in Nordwest-Südost-Richtung zwischen Treskowallee und Stolzenfelsstraße. An der Einmündung in die Treskowallee befindet sich ein unter Denkmalschutz stehender Pavillon (unteres Bild). In ihrem mittleren Bereich stehen als Straßenbäume Baum-Hasel. | Mehrzweckpavillon |
| Walkürenstraße (Lage)                 | 0950                           | Die Walküre, Titel einer Oper von Richard Wagner | 1910                   | Der erste Name war Straße 12a. Sie beginnt im Nordwesten an der Tannhäuserstraße und setzt sich im Südosten nach der Kreuzung mit der Ilsestraße als Marksburgstraße fort. Auf dem Grundstück Nr. 17–22, einem ehemaligen Kleingartengelände, entsteht seit 2025 ein Wohngebäudekomplex mit zehn vier- bzw. fünfgeschossigen Häusern. Die Fertigstellung ist für 2028 vorgesehen. | Walkürenstraße, Richtung Tannhäuserstraße |
| Wallensteinstraße (Lage)              | 0720 (im Ortsteil)             | Albrecht von Wallenstein (1583–1634), böhmischer General im Dreißigjährigen Krieg                                                                            | 1911                   | Sie hieß zuerst Straße 28, danach ab 1905 Parallelweg. Die Straße verläuft von Nordwesten nach Südosten parallel zur Trasse der Bahnstrecke Berlin–Frankfurt (Oder). Die südwestliche Straßenseite (Hausnummern 1 bis 36) gehört zu Rummelsburg. Sie beginnt im Nordwesten am Neuen Feldweg, der mittels eines Durchgangs unter dem Bahndamm an den Ortsteil Friedrichsfelde anschließt. Im Südosten endet sie an der Sangeallee und setzt sich als Dönhoffstraße fort. | Wohnhaus Wallensteinstraße 41, Richtung Sangeallee von der Ilsestraße aus gesehen                                                              |
| Wandlitzstraße (Lage)                 | 0900                           | Wandlitz, Ortsteil der gleichnamigen Gemeinde in Brandenburg                                                                                                 | 12. Apr. 1951          | Die Straße im Prinzenviertel westlich des S-Bahnhofs Karlshorst verläuft zwischen Treskowallee und Schmiedeberger Weg parallel zur Trasse der Bahnstrecke Berlin–Frankfurt (Oder). Das Eckgebäude an der Treskowallee steht unter Denkmalschutz. An der Kreuzung mit der Lehndorffstraße befindet sich ein Gedenkstein für die Gründung der Kolonie Carlshorst im Jahr 1895. Zuerst hieß sie Prinz-Heinrich-Straße. | Wandlitzstraße, Richtung Nordwesten von der Treskowallee aus gesehen · Gedenkstein                                                             |
| Weideplan (Lage)                      | 0100                           | Weide und Bodenebenheit (= plan) | 11. Sep. 2006          | Die Straße im nach 2005 gebauten Wohngebiet Carlsgarten verläuft zwischen der Straße Krähenwinkel und der Johanna-Hofer-Straße. | |
| Weseler Straße (Lage)                 | 0400                           | Wesel, Stadt in Nordrhein-Westfalen | 1910                   | Der erste Name war Straße 4. Sie verläuft in Nord-Süd-Richtung zwischen Marksburgstraße und Rheinsteinstraße. An der Straße steht die Kirche ‚Zur Frohen Botschaft‘. | Weseler Straße, Richtung Süden von der Marksburgstraße aus gesehen                                                                             |
| Wiesengrundstraße (Lage)              | 0900                           | Name eines Flurstücks, nach tief liegender Wiese | um 1951                | Sie ist eine Verbindungsstraße im Kleingartengelände. Sie beginnt im Südwesten an der Kreuzung mit der Stolzenfelsstraße, Ehrenfelsstraße und Verlängerten Waldowallee und endet im Nordosten am Biesenhorster Sand. Bis in die 1950er Jahre war die Straße namenlos. | Wiesengrundstraße, Richtung Nordosten |
| Wiesenweg (Lage)                      | 0300                           | Wiese | Juni 2010              | Die Straße verläuft an der KGA ‚Gartenfreunde Wuhlheide‘. Sie stellt eine Verbindung zwischen Am Sandberg und dem Kiesweg her. | Wiesenweg, Richtung Südosten vom Feldweg aus gesehen                                                                                           |
| Wildensteiner Straße (Lage)           | 0520                           | Burg Wildenstein in Baden-Württemberg | 1897                   | Die Straße im Prinzenviertel westlich des S-Bahnhofs Karlshorst verbindet die Wandlitzstraße mit der Lehndorffstraße und kreuzt dabei die Ehrlichstraße. Entlang der Straße stehen Villen im Landhausstil und niedrige Mietshäuser; fünf Häuser stehen unter Denkmalschutz. Unter der Hausnummer 10 befindet sich der Sitz der Berliner Diözese der Russischen Orthodoxen Kirche. | Wildensteiner Straße 26 |
| Zachenberger Straße (Lage)            | 0220                           | Zachenberg, Gemeinde in Bayern, Landkreis Regen | 28. Nov. 2014          | Die Straße liegt im Wohngebiet Gartenstadt Karlshorst, das auf dem Gelände der ehemaligen Festungspionierschule in den 2010er Jahren gebaut wurde. Sie verläuft vom Ostarm der Regener Straße westwärts bis zum Gelände der ehemaligen Pionierschule, auf dem einige Wohnbauten erhalten sind und in den Wohnpark einbezogen werden. Ein Privateigentümer veranlasste ihre Benennung. | Zachenberger Str., noch nicht für den Verkehr frei gegeben                                                                                     |
| Zwieseler Straße (Lage)               | 1310                           | Zwiesel, Stadt in Bayern, Landkreis Regen | 8. März 1935           | Der erste Name war Straße 88. Sie verläuft zwischen der U-Bahntrasse der U 5 (im Norden) und der Rheinsteinstraße (im Süden). An der Straße stehen die Baudenkmale Hochbunker der Pionierschule und Museum Berlin-Karlshorst. Zwischen dem Bunker und dem Museum wurde zwischen 2013 und 2024 die Gartenstadt Karlshorst errichtet. Am nördlichen Ende der Straße entsteht ab Herbst 2024 bis voraussichtlich Ende 2027 ein neues Wohnquartier mit 321 Eigentums-, Miet- und geförderten Wohnungen. Es erhielt die Bezeichnung Zwieseler Hof, für dessen Baubeginn am 28. März 2025 der Grundstein gelegt wurde. Neben den Wohnbauten entstehen zeitgleich eine Kindertagesstätte, 800 Fahrradstellplätze sowie 120 Pkw-Stellplätze in einer Tiefgarage. | Zwieseler Str. in Höhe der Viechtacher Str. mit neuen Häusern auf der linken Seite · Museum Berlin-Karlshorst                                  |

## Einstige oder nur geplante Straßen oder Plätze
Diese Liste aller einstigen oder nur geplanten Verkehrswege ist analog der oberen aufgebaut und gegenseitig verlinkt. Straßenlängen und Geokoordinaten sind nicht angeführt. Als Quellen dienten die Jahrgänge der Berliner Adressbücher vom Verlag August Scherl 1897–1943 online. Die Jahreszahlen sind mit den jeweiligen Adressbüchern abgeglichen und gegebenenfalls bereinigt worden.
Nördlich der heutigen Rheinpfalzallee war das Burenviertel geplant, benannt nach Orten, Ereignissen oder Personen aus dem heutigen Namibia (ehemalige Kolonie Deutsch-Südwestafrika) und der Republik Südafrika. Die Straßen wurden zwar in Straßenverzeichnissen aufgeführt, aber nie angelegt. Nördlich der Sangeallee/Hönower Straße sollte ein „Antikenviertel“ entstehen, dessen Straßennamen Persönlichkeiten aus der griechischen und römischen Antike würdigen sollten. Der größte Teil dieser Straßen wurde bereits vor ihrer Besiedlung überbaut oder gar nicht angelegt. Einige wenige dieser Namen gibt es allerdings bis heute (Aristotelessteig, Cäsarstraße, Römerweg, Sokratesweg).
| Name                                                                   | Namensgeber                                                                                    | von      | bis           | Erläuterungen, ggf. (→) aktueller Straßenname |
| ---------------------------------------------------------------------- | ---------------------------------------------------------------------------------------------- | -------- | ------------- | --- |
| Auguste-Viktoria-Straße                                                | Auguste Viktoria, deutsche Kaiserin                                                            | 1897     | 9. Mai 1951   | Die Bebauung erfolgte ab 1897. In der Auguste-Viktoria-Straße (Hausnummer 3; seit Mitte der 1950er Jahre Nr. 12) lebte Oskar Gregorovius, der Gründer der Villenkolonie Karlshorst. → Ehrlichstraße |
| Aviser Straße                                                          | Avis, Stadtteil von Windhoek in Namibia                                                        | 1914     | 1929          | Um 1913 wurde sie zunächst Okahandjaer Straße nach Okahandja, Stadt in Namibia, genannt. nur geplant |
| Bloomfonteiner Straße                                                  | Bloomfontein, Stadt in der Republik Südafrika                                                  | 1914     | 1929          | nur geplant |
| Bothaallee                                                             | Louis Botha, ehemaliger südafrikanischer Politiker                                             | 1902     | 1922          | Frankestraße |
| Braubacher Straße                                                      | Braubach, Stadt in Rheinland-Pfalz                                                             | 1910     | nach 1943     | aufgehoben |
| Burenring                                                              | Buren, niederländisch für „Bauern“, Einwohner in Namibia                                       | 1914     | 1929          | Die Trasse verlief westlich der Treskowallee im Verlauf des heutigen Römerwegs. |
| Chopinstraße                                                           | Frédéric Chopin, polnischer Komponist                                                          | 1914     | 1933          | nur geplant. Sie sollte nördlich der Walkürenstraße zwischen Lisztstraße und Sokratesstraße verlaufen. |
| Dewetallee                                                             | Christiaan de Wet, ehemaliger südafrikanischer Politiker                                       | 1905     | 1976          | Siegfried-Widera-Straße |
| Erongostraße                                                           | Erongo, Küstenregion in Namibia                                                                | 1914     | 1929          | nur geplant |
| Falkenburger Platz                                                     | Falkenburg                                                                                     | um 1929  | 1934          | nur geplant, er sollte an der Rheingoldstraße liegen. |
| Falksburgstraße                                                        | Burg Reichenstein                                                                              | 1910     | 1993          | Sie war ursprünglich als Verbindung zwischen Königswinterstraße und Waldowallee geplant. Übrig geblieben ist nur ein Stummelstück zwischen Königswinterstraße und Rheingoldstraße. → Königswinterstraße mit den Hausnummern 36 und 37 |
| Frankestraße                                                           | Victor Franke, Kommandeur der Kaiserlichen Schutztruppe im ehemaligen Deutsch-Südwestafrika    | 1922     | 1976          | → Rudolf-Grosse-Straße |
| Fritz-Schmenkel-Straße                                                 | Fritz Schmenkel (1916–1944), Landarbeiter, Widerstandskämpfer                                  | 1976     | 1991          | In der Straße (Hausnummer 81) befand sich ab den 1970er Jahren bis zur Wende die Botschaft der Mongolischen Volksrepublik. → Rheinsteinstraße |
| Fürstenbergallee                                                       | Karl Egon IV. zu Fürstenberg (1852–1896), Politiker und Freund von Wilhelm II.                 | 1902     | 30. Mai 1951  | Fürstenberg war Mitgründer der Kolonie Karlshorst und der ‚Bauvereinigung Eigenheim’. → Sangeallee |
| Gibeoner Straße                                                        | Gibeon, Ort und Gebiet im Namaland in Namibia                                                  | 1914     | 1929          | nur geplant |
| Gobabiser Straße                                                       | Gobabis, Ort im Osten Namibias, östlich von Windhuk                                            | 1914     | 1929          | nur geplant |
| Hermann-Duncker-Straße                                                 | Hermann Duncker, Wissenschaftler und Politiker                                                 | 1961     | 1992          | Vor der Umbenennung nach Duncker hieß ein Teil der Straße bereits → Treskowallee. Diesen Namen erhielt der gesamte Verkehrsweg im Jahr 1992. |
| Hönower Weg                                                            | Hönow, Ortsteil der Gemeinde Hoppegarten in Brandenburg                                        |          |               | Der Weg verband die Rienzistraße mit der Hönower Straße. Beim Bau eines Schulkomplexes im Jahr 1958 wurde er bis auf ein kurzes Stück an der Hönower Straße überbaut. |
| Homerplatz                                                             | Homer, griechischer Dichter                                                                    | 1914     | 1933          | nur geplant Er war als Platz an der Treskowallee / Ecke Römerweg vorgesehen. Mit der schnell wachsenden Bevölkerung errichtete die Gemeindeverwaltung hier jedoch ein Schulgebäude, aus dem später die HTW hervorging. |
| Horatiusstraße                                                         | Horaz, römischer Dichter                                                                       | 1914     | 1933          | nur geplant. Sie sollte die nördliche Verlängerung der Junker-Jörg-Straße bilden. |
| Kaiser-Wilhelm-Straße                                                  | Kaiser Wilhelm II.                                                                             | 1895     | 3. Apr. 1934  | → Lehndorffstraße |
| Kalaharistraße                                                         | Kalahari, Hochlandschaft im Inneren Südafrikas                                                 | 1914     | 1929          | nur geplant. Vorgesehen war ihr Verlauf nördlich von der Köpenicker Allee zur Rietfontainer Straße. |
| Karrasstraße                                                           | Große Karasberge und Kleine Karasberge, Gebirgszug in Süd-Namibia                              | 1914     | 1929          | 1913 erhielt die geplante Trasse zunächst den Namen Naidauser Straße nach einem Ort in der Nähe von Waterberg in Südwest-Afrika. Sie sollte von der Bloomfontainer zur Rietfontainer Straße verlaufen. |
| Keetmanshooper Straße                                                  | Keetmanshoop, Stadt und Distriktzentrum in Namibia                                             | 1914     | 1929          | nur geplant |
| Kochallee                                                              | unbekannt                                                                                      | um 1944  | 27. Sep. 1959 | Die Straße erschloss die 1944 angelegte ,Behelfsheimsiedlung’ und war nicht öffentlich. → Eibenallee |
| Krausestraße                                                           | Max Georg Wilhelm Krause (1838–1913), Unternehmer der Papierindustrie                          | 1900     | 8. Juni 1933  | Die Benennung der Straße erfolgte, weil Krause einer der Gründer der Kolonie Karlshorst war. Die Straße wurde 1933 als Abschnitt in die Marksburgstraße eingegliedert. |
| Kreis-Chaussee                                                         | Landkreis Niederbarnim                                                                         | 1899     | 1900          | Nach den Verlaufsangaben „zwischen Eisenbahn/Prinz-Friedrich-Wilhelm-Straße“ und dem „Rennplatz des Ver. f. Hindernißrennen“ war diese Chaussee ein Vorläufer der Treskowallee. Sie umfasste fünf nummerierte Parzellen sowie einige Privatvillen und den Bahnhof Karlshorst. |
| Kuber Straße                                                           | Kub, Ort einer Schlacht gegen die Hereros im Jahr 1904                                         | 1914     | 1929          | nur geplant. Die Trasse sollte von der Bloomfontainer Straße zur Rietfontainer Straße verlaufen. |
| Kunenestraße                                                           | Kunene, Fluss in Namibia                                                                       | 1914     | 1929          | nur geplant |
| Maltahöher Straße                                                      | Maltahöhe, Ort in der Region Hardap, Namibia                                                   | 1914     | 1929          | nur geplant. Sie sollte von der Rietfontainer Straße abgehen. |
| Meistersingerplatz                                                     | Die Meistersinger von Nürnberg                                                                 | 1914     | 1952          | Er lag südlich der Kreuzung Ilse-/Rienzistraße. Der Name entfiel bei der Verlängerung der Ilsestraße nach Norden. |
| Namibstraße                                                            | Namib, Wüste an der Küste Namibias                                                             | 1914     | 1929          | nur geplant |
| Nauchasstraße                                                          | Nauchas, Ort in Namibia mit einem Kaiserlichen Regierungsgestüt zur Zucht von Warmblut-Pferden | 1914     | 1929          | nur geplant |
| Naukluftstraße                                                         | Naukluft (niederländisch Noukloof), Ort und Gebirge in Namibia                                 | 1914     | 1929          | nur geplant. Die Trasse sollte südlich der Bahnlinie von der damaligen Treskowallee/Solonstraße verlaufen. |
| Neposstraße                                                            | Julius Nepos, letzter legitimer Kaiser des Weströmischen Reiches                               | 1914     | 1933          | nur geplant. Sie wurde in den Campus der heutigen HTW einbezogen. |
| Ohm-Krüger-Straße                                                      | Ohm Krüger, ehemaliger südafrikanischer Politiker                                              | 1907     | 1975          | → Johannes-Zoschke-Straße |
| Otawiplatz, auch Otaviplatz                                            | Otawi, Ort in Namibia, im nördlichen Hereroland                                                | 1914     | 1929          | nur geplant. Er war nördlich der Warmbader Straße vorgesehen. |
| Perianderstraße                                                        | Periander, Tyrann von Korinth                                                                  | 1914     | 1933          | nur geplant. Sie sollte östlich parallel zur Sokratesstraße verlaufen. |
| Plautusstraße                                                          | Plautus, römischer Dichter                                                                     | 1914     | 1933          | nur geplant. Sie sollte die nördliche Verlängerung der Gundelfinger Straße bilden. Die Trasse ist nun ein namenloser Weg an den ehemaligen Wohnheimen der Hochschule für Ökonomie entlang. |
| Pliniusstraße                                                          | Plinius dem Älteren, römischer Gelehrter                                                       | 1914     | 1933          | nur geplant. Sie liegt im östlichen Teil des Campus der HTW. |
| Plutarchstraße                                                         | Plutarch, griechischer Schriftsteller                                                          | 1914     | 1933          | nur geplant. Sie sollte die nördliche Verlängerung der Lisztstraße werden und von der Hönower Straße abgehen. |
| Prinz-Adalbert-Straße                                                  | Adalbert, preußischer Prinz                                                                    | 1895     | 11. Apr. 1951 | Hier befand sich laut Adressbuch des Jahres 1899 die Maerckersche Badeanstalt (ohne Hausnummer). Außerdem stand an der Ecke Hegemeisterweg ein achteckiger Springbrunnen, der als Verkehrshindernis galt und in den 1960er Jahren abgetragen wurde. → Liepnitzstraße |
| Prinz-August-Straße und Prinz-August-Wilhelm-Straße                    | August Wilhelm (1887–1949), preußischer Prinz, vierter Sohn des Kaisers                        | 1898     | 1951          | Im Viertel wurden die Straßen nach Söhnen von Kaiser Wilhelm II. benannt. Zunächst um 1900: Prinz-August-Straße und seit 1909 Prinz-August-Wilhelm-Straße → Stechlinstraße |
| Prinz-Eitel-Friedrich-Straße (bis 1914), dann Prinz-Eitel-Fritz-Straße | Eitel Friedrich (1883–1942), preußischer Prinz, zweitgeborener Sohn des Kaisers                | 1897     | 1951          | Im Viertel wurden die Straßen nach Kindern von Kaiser Wilhelm II. benannt: um 1900: Prinz-Eitel-Straße, um 1905 zu Prinz-Eitel-Fritz-Straße und um 1910 zu Prinz-Eitel-Friedrich-Straße verändert. → Üderseestraße |
| Prinz-Friedrich-Wilhelm-Straße                                         | Friedrich Wilhelm, preußischer Prinz                                                           | 1898     | 1909          | → Traberweg |
| Prinz-Heinrich-Straße                                                  | Heinrich, preußischer Prinz                                                                    | 1895     | 11. Apr. 1951 | → Wandlitzstraße |
| Prinz-Joachim-Straße                                                   | Joachim, preußischer Prinz                                                                     | 1898     | 11. Apr. 1951 | → Grimnitzstraße |
| Prinz-Oskar-Straße                                                     | Oskar, preußischer Prinz                                                                       | 1898     | 11. Apr. 1951 | → Müritzstraße |
| Privatweg                                                              | Privatstraße                                                                                   | vor 1900 | um 1912       | Ein genauer Verlauf ist nicht angegeben, sondern das Adressbuch enthält die Formulierung „zunächst d. Prinz Adalbertstr.“ (1900), später „zunächst der Schenkestr.“ Weil aber als Besonderheit die Maerkersche Badeanstalt hier genannt ist, die später in der Prinz-Adalbert-Straße zu finden ist, wird der Privatweg in die Prinz-Adalbert-Straße einbezogen worden sein.                                                                                              |
| Rehobother Straße                                                      | Rehoboth, Stadt in Namibia                                                                     | 1914     | 1929          | nur geplant |
| Rietfontainer Straße                                                   | Rietfontain, Ort in Namibia, wurde im Hererokrieg 1904 kampflos geräumt                        | 1914     | 1929          | nur geplant. Die Trasse war zwischen Warmbader Straße und Namibstraße vorgesehen. |
| Sandfeldstraße                                                         | Sandfeld, auch Sandveld. Landschaft in Namibia                                                 | 1914     | 1930          | nur geplant |
| Siegfried-Widera-Straße                                                | Siegfried Widera, an der Staatsgrenze erschossener DDR-Grenzsoldat                             | 1976     | 1995          | → Rheinpfalzallee |
| Sokratesstraße                                                         | Sokrates, griechischer Philosoph                                                               | 1914     | 1933          | nur geplant Laut Planwerk war sie eine Parallelstraße östlich der Ilsestraße. Die Straße ist 1926 von der Hönower Straße ab als unbebaut vermerkt. |
| Solonstraße                                                            | Solon, griechischer Lyriker                                                                    | 1914     | 1933          | nur geplant. Die Trasse war anfangs der 1920er Jahre auf dem namenlosen Weg am Bahndamm nördlich der heutigen HTW zwischen Treskowallee und Thalesstraße eingetragen. Die Straße ist 1926 von der Treskowallee als unbebaut vermerkt. |
| Straße am Heizhaus                                                     | Benannt nach dem dort bis 2014 stehenden Heizhaus                                              |          | 2017          | Inoffizieller Name der Straße Am alten Flugplatz |
| Straße T                                                               | Planungsname                                                                                   | ?        | um 1903       | Gemäß Adressbuch verlief sie zwischen Dönhoffstraße und Dorotheastraße. |
| Straße U                                                               | Planungsname                                                                                   | ?        | um 1903       | Gemäß Adressbuch verlief sie zwischen Dönhoffstraße und Krausestraße. |
| Straße 28                                                              | Plannummer                                                                                     | ?        | 1910          | verlief zwischen Fürstenbergallee und Eisenbahn |
| Straße 50                                                              | Plannummer                                                                                     | ?        | um 1903       | Diese Straße 50 war nicht identisch mit der späteren Honnefer Straße. Sie ging von der Prinz-Adalbert-Straße ab (also südlich der Bahn) und umfasste nur drei Parzellen. |
| Straße 93                                                              | Plannummer                                                                                     | ?        | 1913          | In einer Villa dieser Straße wohnte der Lichtenberger Kommunalpolitiker und Bankier Julius Emil Plonz, nach dem eine Straße in Berlin-Lichtenberg benannt wurde. |
| Swakopstraße                                                           | Swakop                                                                                         | 1914     | 1929          | Erstbenennung 1913: Karibiber Straße nach Karibib, Gemeinde in der Region Erongo in Namibia; nur geplant |
| Tacitusstraße                                                          | Tacitus, römischer Kaiser                                                                      | 1914     | 1933          | Vor 1914 wurde der Verkehrsweg zunächst Nerostraße nach dem römischen Herrscher Nero genannt. Sie war als nördliche Verlängerung der Karl-Egon-Straße vorgesehen. |
| Thalesstraße                                                           | Thales, griechischer Naturphilosoph                                                            | 1914     | 1933          | nur geplant. Laut Bebauungsplan sollte sie die Ilsestraße nördlich weiterführen. |
| Tiberiusstraße                                                         | Tiberius, römischer Kaiser                                                                     | 1914     | 1933          | nur geplant. Sie war als nördliche Verlängerung der Karl-Egon-Straße vorgesehen. |
| Usakoser Straße                                                        | Usakos, Ort in Namibia                                                                         | 1914     | 1929          | nur geplant. Sie sollte von der Frankestraße abgehen. |
| Verlängerte Rheinsteinstraße                                           | Burg Rheinstein                                                                                | 1931     | 1938          | Für diesen Straßenbereich zwischen Zwieseler Straße und einem nicht offiziellen Fliegerplatz (1939) sind zwei namhafte Anlieger genannt (ohne Nummerierung): „Grundstück der Polizeien Preußens, Depot Ost, Abt. 1“ und „Reichbauamt Ost, Zweigstelle Adlershof“, auf deren Gelände 33 Häuser aufgestellt und mit römischen Ziffern gekennzeichnet worden waren. Die meisten dienten als Lagerhäuser, oder kleine Bauhandwerkerfirmen waren ansässig. → Rheinsteinstraße |
| Verlängerte Auguste-Viktoria-Straße                                    | Kaiserin Auguste Viktoria                                                                      | 1897     | 1951          | Das war der Bereich zwischen Hönower Wiesenweg und Ehrlichstraße des späteren →Blockdammwegs. |
| Virgiliusplatz                                                         | Vergil, römischer Dichter                                                                      | 1914     | 1934          | nur geplant. Er sollte südlich des Aristotelessteigs liegen. |
| Warmbader Straße                                                       | Warmbad, Stadt im ehemaligen Deutsch-Südwestafrika.                                            | 1914     | 1976          | → Robert-Siewert-Straße |
| Waterbergstraße                                                        | Waterberg, Ort einer Schlacht im ehemaligen Deutsch-Südwestafrika                              | 1912     | 1976          | → Ursula-Götze-Straße |

## Kleingartenanlagen
Die Kolonien oder Kleingartenanlagen (KGA) befinden sich vor allem im Südosten des Ortsteils, wo sie fast eine zusammenhängende Fläche bilden (Biesenhorst II, Gartenfreunde Wuhlheide-Lichtenberg und Rheinstein sowie An der Trainierbahn und Florafreunde). Sie sind zum Teil erst nach 1945 entstanden. Drei Kleingartenanlagen liegen südlich der Bahnstrecke Berlin–Frankfurt (Oder) im Südwesten von Karlshorst (Stallwiese, Am E-Werk, KGA Blockdamm), die restlichen nutzen Flächen an der Nordwestgrenze des Ortsteils. Die KGA Blockdamm im Dreieck zwischen Bahn, Gewerbegebiet und Blockdammweg gehört postalisch zu Karlshorst und ist nur von Karlshorst aus zugänglich, liegt aber auf Rummelsburger Gebiet.

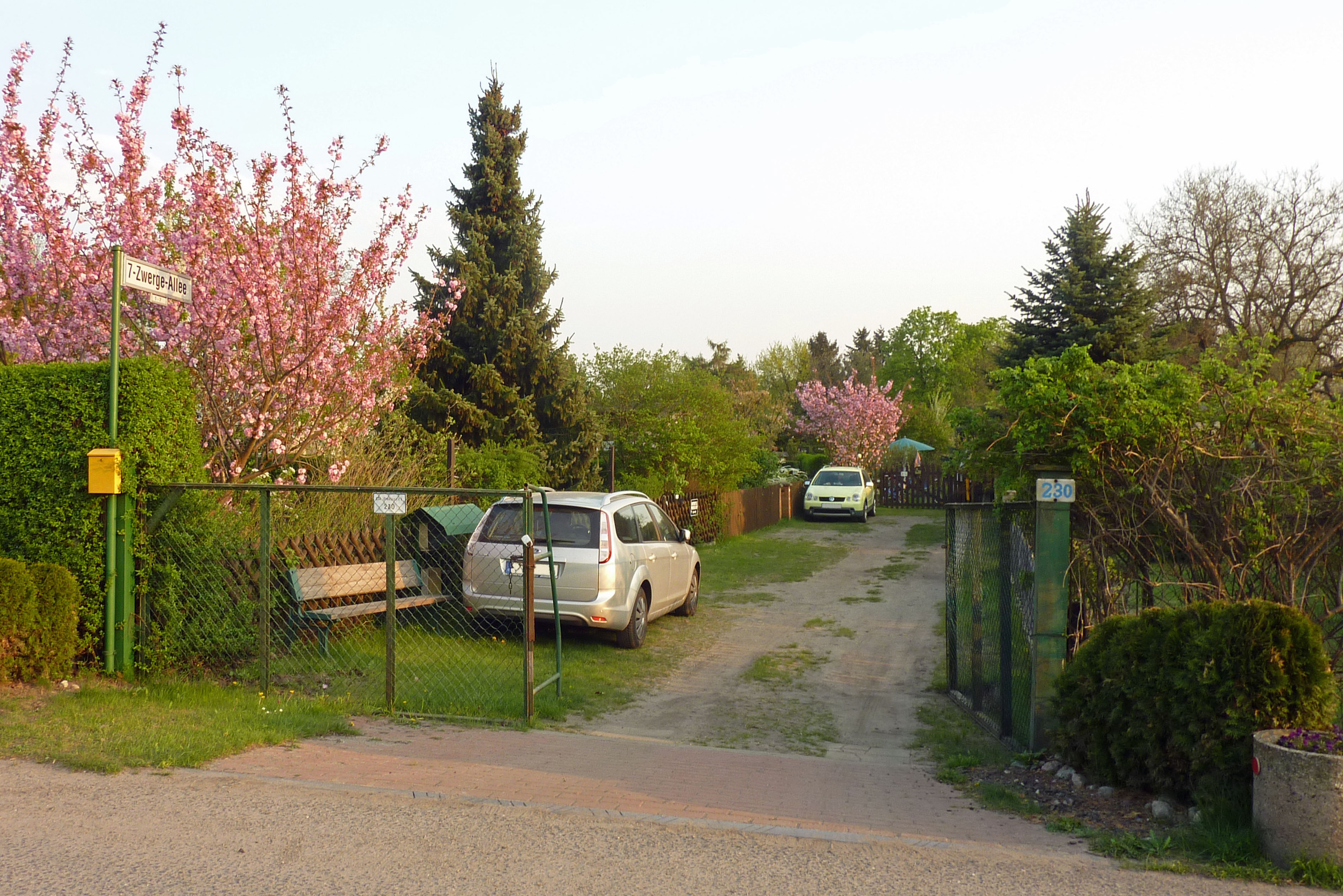
7-Zwerge-Allee (1–7); nichtamtliche Privatstraße in der KGA Rheinstein

- KGA ‚Am E-Werk‘ (Hegemeisterweg 70, Lage), 1924 gegründet, Dauerkleingartenanlage[98] mit 106 Parzellen[99] auf 55.820 m² landeseigenem Pachtland

- KGA ‚An der Trainierbahn‘ (Waldowallee 135, Lage), 1927 gegründet, benannt nach einer größeren Trainingsbahn[100] für Pferderennen,[101] Dauerkleingartenanlage[98] mit 119 Parzellen,[102] davon 100 auf 45.294 m² landeseigenem Pachtland sowie 19 Parzellen auf 5074 m² privatem Pachtland[103]

- KGA ,Beerfelder Straße‘ (Lage)

- KGA ,Biesenhorst II‘ (Am alten Flugplatz, Lage), 1924 gegründet, Dauerkleingartenanlage[98] mit 296 Parzellen auf 280.000 m² landeseigenem Pachtland[104]

- KGA ,Florafreunde‘ (Hasensprung 29, Lage), benannt nach Flora, der Pflanzenwelt, 1943 als Karlshorster ‚Behelfsheimsiedlung‘ auf der Fläche der früheren Trainings-Pferderennbahn zur Unterbringung ausgebombter Personen eingerichtet,[105] Dauerkleingartenanlage[98] mit 477 Parzellen[106] auf 277.819 m² landeseigenem Pachtland. Die Siedlung wurde 1972 in öffentliches Straßenland überführt.

- KGA ,Frühauf II‘ (Ilsestraße, Lage)

- KGA ,Gartenfreunde Wuhlheide-Lichtenberg‘ (Am Sandberg 22, Lage), 1947 gegründet, Dauerkleingartenanlage[98] mit 299 Parzellen auf 174.973 m² landeseigenem Pachtland.[107]

- KGA ,Gute Hoffnung‘ (Ilsestraße 79, Lage), 1946 gegründet, bildet mit der KGA ,Frühauf II‘ ein zusammenhängendes dreieckiges Areal, das nördlich von der VnK-Strecke, östlich von einem teilweise namenlosen Weg und dem Aristotelessteig begrenzt wird, 56 Parzellen[108] auf 21.226 m² privatem Pachtland, ungeschützte Kleingartenanlage[109]

- KGA ,Hochspannung‘ (Ilsestraße 57, Lage), 1922 gegründet,[110] liegt isoliert und wird von der Tannhäuserstraße, der Ilsestraße und der Rienzistraße umgeben, einesteils Dauerkleingartenanlage[103] mit 21 Parzellen auf 9.550 m² privatem Pachtland, andernteils 21 Parzellen auf 11.433 m² landeseigenem Pachtland, die für eine übergeordnete Hauptverkehrsstraße in Anspruch genommen werden sollen[111]

- KGA ,Ilsegärten‘ (Ilsestraße 17 und 27, Lage), 1994 gegründet,[112] zwischen Wallenstein-, Walküren- und Ilsestraße, Kleingartenanlage[111], von der Teile für eine übergeordnete Hauptverkehrsstraße in Anspruch genommen werden sollen, 44 Parzellen (davon zwei Dauerbewohner) auf 18.913 m² landeseigenem Pachtland

- KGA ,Pirolstraße‘ (Lage)

- KGA ,Rheinstein‘ (Köpenicker Allee 173, Lage), 1922 gegründet, 116 Parzellen,[113] davon sind 96 auf 48.412 m² landeseigenem Pachtland[98] und 7 Parzellen[103] auf 4.016 m² privatem Pachtland als Dauerkleingärten gesichert, für 13 Parzellen (davon zwei Dauerbewohner) auf 13.039 m² landeseigenem Pachtland ist der Bebauungsplan[111] noch nicht abgeschlossen

- KGA ,Stallwiese‘ (Hoher Wallgraben 49, Lage), ehemaliger Name: Laubenkolonie Karlshorst-Süd, 1916 gegründet, liegt zwischen Lehndorffstraße und Hohem Wallgraben, Dauerkleingartenkolonie[98] mit 122 Parzellen auf 58.000 m² landeseigenem Pachtland[114]

- Bahn-Landwirtschaft (BLW) auf bahneigenem Gelände[115]
  - KGA ‚Querweg‘ (Wallensteinstraße, Lage) mit 25 Parzellen auf 11.062 m²
  - KGA ,Seegelände‘ (Beerfelder / Robert-Siewert-Straße, Lage) mit 99 Parzellen auf 44.659 m²
  - KGA ‚Tannhäuserstraße‘ (zwischen VnK-Strecke und Tannhäuserstraße, Lage) mit 20 Parzellen auf 7.426 m²
  - KGA ‚Walkürenstraße‘ (Lage) mit 22 Parzellen auf 8.800 m²
  - KGA ‚Wallensteinstraße‘ (Lage) mit 14 Parzellen auf 4.792 m²

## Weitere Örtlichkeiten in Karlshorst

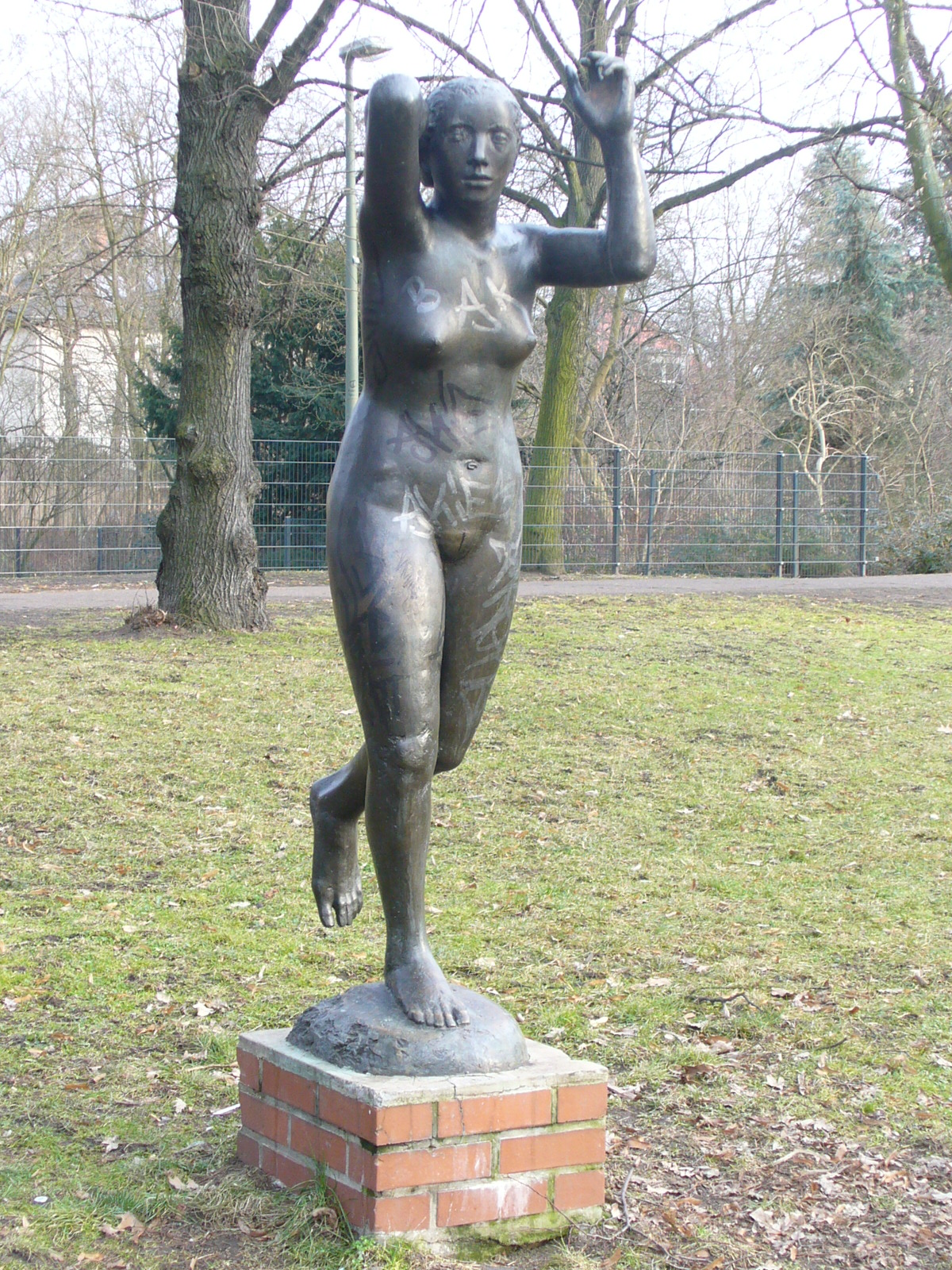
Bronzefigur Große Laufende im Rheinsteinpark

- Seepark Karlshorst (Lage), eine im 20. Jahrhundert angelegte Parkanlage um einen kleinen, heute nicht mehr vorhandenen See zwischen der Liepnitz-, Rödel- und Trautenauer Straße sowie dem Traberweg (westlich der Treskowallee).
- Rheinsteinpark (Lage), Grünanlage südlich der Rheinsteinstraße und beidseits der verlängerten Rheingoldstraße. Als Blickfang steht hier seit 1989 die Bronzefigur Große Laufende des Künstlers Jürgen Pansow.
- Naturschutzgebiet Biesenhorster Sand (Lage) an der Grenze zum Ortsteil Biesdorf.